# AKB48
AKB48（エーケービーフォーティーエイト）は、日本の女性アイドルグループ。秋元康のプロデュースにより、2005年に東京・秋葉原（東京都千代田区外神田）を拠点として活動を開始した。運営会社および所属事務所は株式会社DH、所属レーベルはEMI Records（ユニバーサルミュージック）。AKB48グループにおいて最初に発足したグループである。結成から約20年間にわたり、現在も活動を継続している。チーム制は休止中である。

## 概要

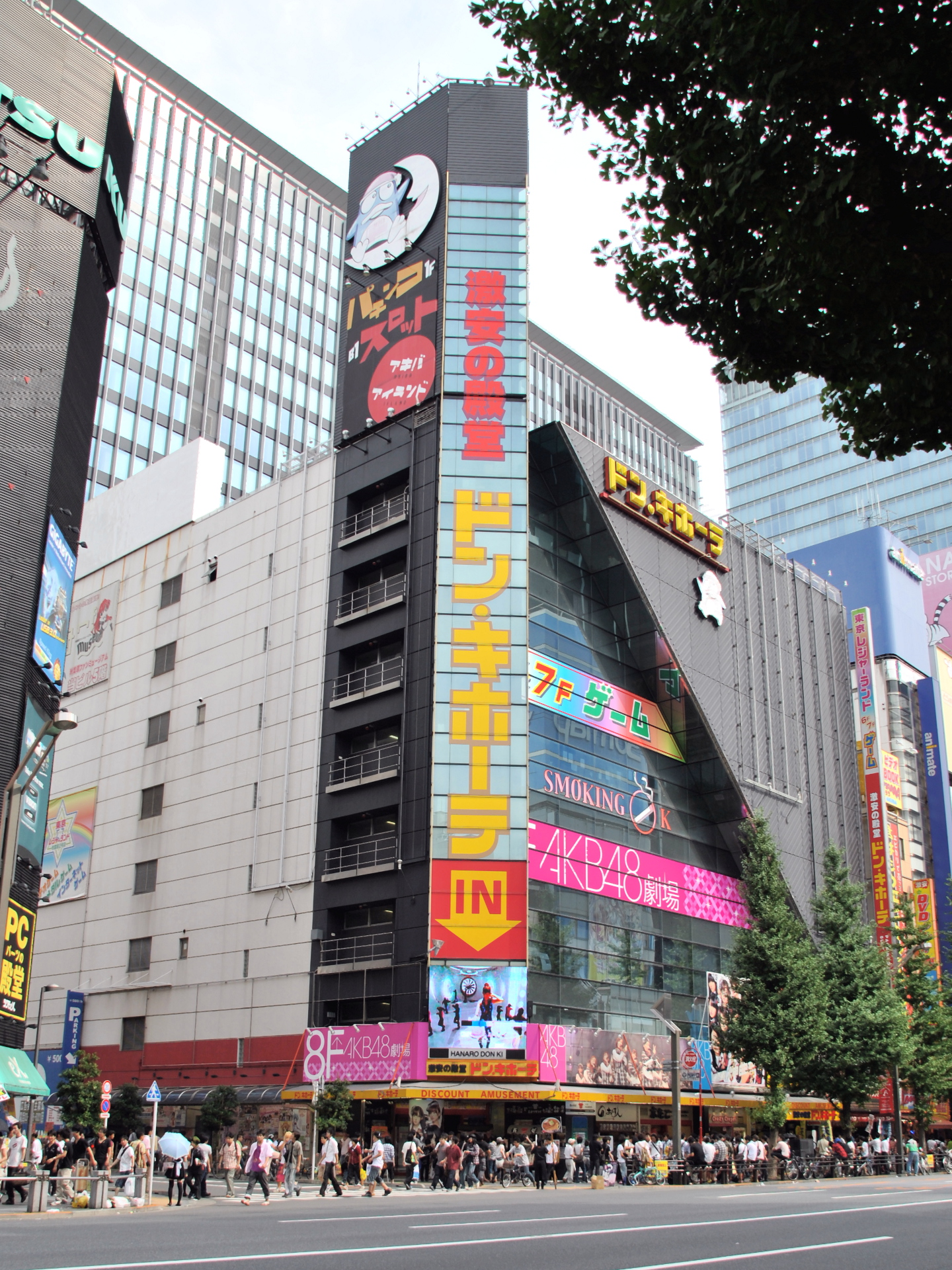
ドン・キホーテ秋葉原店（ミナミビル）8階にAKB48劇場がある

東京・秋葉原に専用の劇場である「AKB48劇場（AKB48 Theater）」を持つ。「会いに行けるアイドル」をコンセプトにこの劇場にて、ほぼ毎日公演を行うことを特徴としている。マスメディアを通した遠い存在ではなく、ファンがメンバーを身近な存在として感情移入し応援して、その成長過程を共有するスタイルがファンの支持を得ている。
AKB48には、正規メンバーと研究生を合わせて40人余りのメンバーが在籍している（現在のメンバー数は「AKB48のグループ構成#AKB48の構成」を参照）。2010年11月には正規メンバーが48人、2013年3月には全メンバーが88人でギネス世界記録に認定された。
姉妹グループとして日本国内にSKE48・NMB48・HKT48・NGT48・STU48が、日本国外にJKT48・BNK48・MNL48・AKB48 Team SH・AKB48 Team TP・CGM48・KLP48がある。AKB48に姉妹グループを含めた場合には「AKB48グループ」、「AKBグループ」、または「48グループ」と総称される。

## 略史

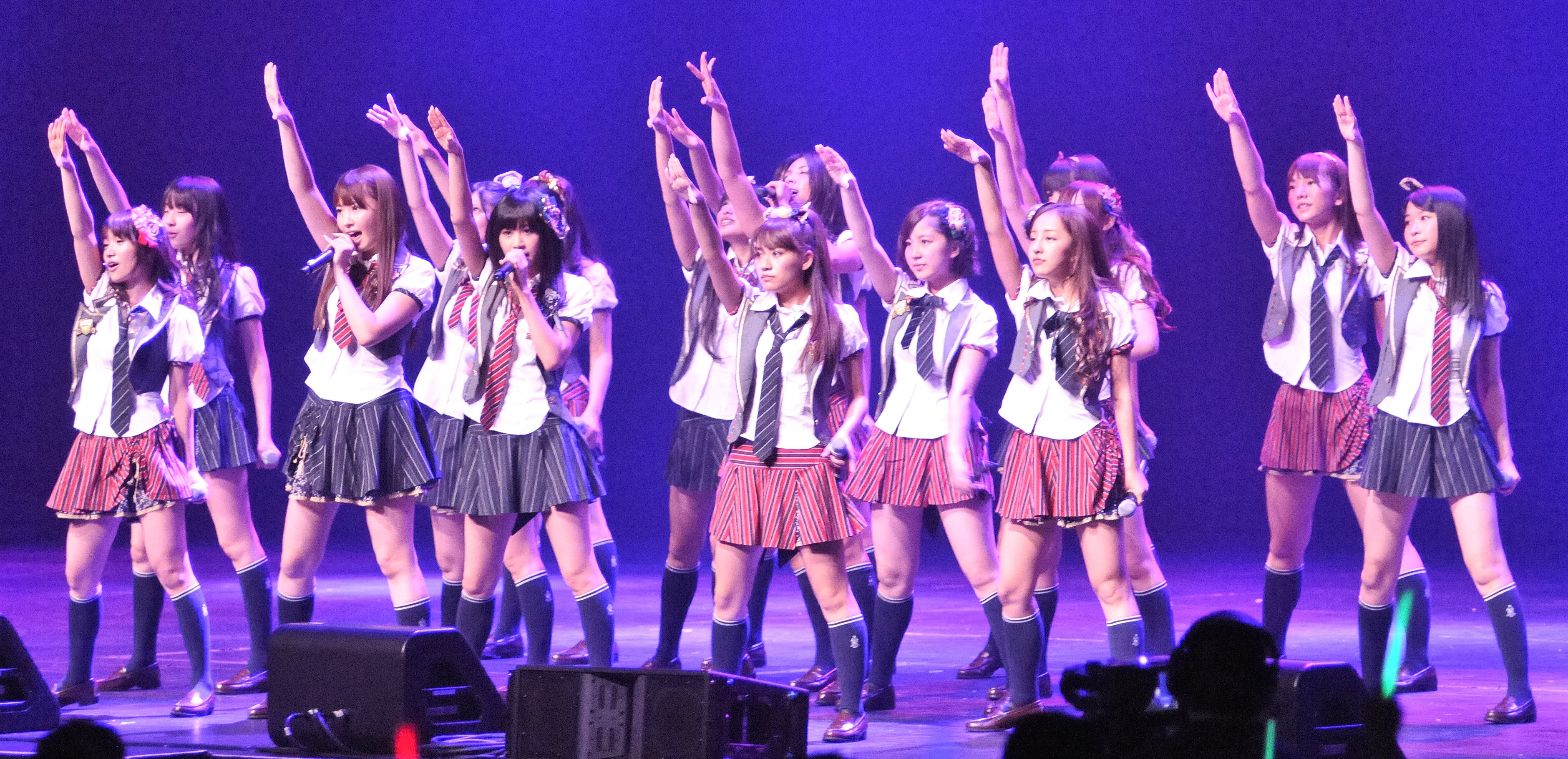
2010年7月1日、ノキアシアター公演

2005年12月8日、AKB48劇場で初公演を行った。2006年2月1日にシングル『桜の花びらたち』でインディーズデビュー、同年10月25日にシングル『会いたかった』でデフスターレコーズからメジャー・デビューした。2007年にいわゆる「アキバ枠」で『第58回NHK紅白歌合戦』に出場するものの、当時は「秋葉原のオタク向けアイドル」のイメージが強かったこともあり、世間の関心は薄かった。2008年1月に地上波テレビ初の冠番組『AKB1じ59ふん!』の放送が開始した。同年8月にデフスターレコーズからキングレコード（You, Be Cool!）にレーベルを移籍、10月に発売した10thシングル『大声ダイヤモンド』から徐々にCD売り上げが増え始める。2009年に、14thシングル『RIVER』で初のオリコンウィークリーチャート1位を獲得すると、その後発表する楽曲が次々と1位を獲得し、マスメディアから「AKB現象」「国民的アイドルグループ」と呼ばれる。2010年8月の17thシングル『ヘビーローテーション』は、シングルの連続初動売上50万枚突破やオリコン登場週数120週、オリコン週間カラオケチャート48週連続1位などの記録を残している。2011年に22ndシングル表題曲「フライングゲット」が第53回日本レコード大賞の大賞を、2012年に26thシングル表題曲「真夏のSounds good !」が第54回日本レコード大賞の大賞を受賞した。日本ゴールドディスク大賞でも、2011年（2010年対象）から7年連続で「シングル・オブ・ザ・イヤー」（邦楽部門）を、2012年から3年連続で「アーティスト・オブ・ザ・イヤー」（邦楽部門）を受賞した。2023年2月27日、ユニバーサルミュージック内のEMI Recordsへのレーベル移籍と4月26日に同レーベルから61stシングルをリリースすることを発表した。
CDシングル売り上げは、2011年10月に23rdシングル『風は吹いている』で1000万枚、2013年3月に28thシングル『UZA』で2000万枚、2014年12月に38thシングル『希望的リフレイン』で3000万枚、2015年12月に42ndシングル『唇にBe My Baby』で3615万8000枚を超え、アーティスト別のCDシングルの総売り上げ日本一を記録し、2016年9月に45thシングル『LOVE TRIP/しあわせを分けなさい』で、オリコンが1968年より集計を開始して以来初めて4000万枚を突破、2018年9月に53rdシングル『センチメンタルトレイン』で5000万枚を突破した。2020年3月に57thシングル『失恋、ありがとう』の発売でシングル総売り上げが5603万3000枚となり、自己記録を更新した。2020年3月時点のアルバム総売り上げは664万1000枚である。
2005年のチームAのデビュー公演では、入場者72人のうち一般の観客は7人だった（65人は関係者）が、約2か月後の2006年2月4日に初の満員（定員は250名）を記録している。同年4月にはチームKの初公演が行われ満員となるが、3日目には半減するなどの不安定な時期を経て、定員に対して観覧応募数が上回る高倍率な状態が続いている。2009年1月には、劇場公演のオンデマンド配信を開始している。劇場外では、2006年11月に日本青年館で初のコンサートを開催。2007年3月から4月には東京・名古屋・福岡・大阪を巡る全国ツアーを開催。2008年9月には中華人民共和国・北京で行われた文化交流行事のなかで、チームBが日本国外初のライブを行っている。2011年7月に西武ドームでAKB48グループによるコンサートを開催して以降、2012年8月には東京ドームでコンサートを開催、2013年7月から8月にかけては全国5大ドームツアーコンサートを開催している。2014年3月には旧国立競技場でAKB48単独コンサートを開催、同年8月には東京ドームでは初のAKB48単独コンサートも行っている。「AKB48のコンサート一覧」を参照。
2009年6月から7月に、シングル選抜メンバーを決める第1回選抜総選挙を実施、2018年まで毎年開催している。2012年からは、地上波でのテレビ中継が行われた。2010年9月に、同じくシングル選抜メンバーを決める第1回選抜じゃんけん大会を実施、このイベントも2018年まで毎年開催しているが、第5回からはAKB48のシングル選抜を決めるものではなくなった。さらに2011年1月に、AKB48初のドキュンタリー映画『DOCUMENTARY of AKB48 to be continued 10年後、少女たちは今の自分に何を思うのだろう?』が公開となった。同年3月の東日本大震災後に、チャリティー活動として「誰かのために」プロジェクトを開始している。
2008年に名古屋市・栄を拠点とするSKE48が結成されたのを皮切りに、日本国内外に複数の姉妹グループが結成されている。「#姉妹プロジェクト」を参照。
2011年6月にはチーム4が、チームB以来4年半ぶりの新チームとして発足した。2014年4月にチーム8が発足し、約9年間活動した後、2023年4月30日をもって活動休止となった。チーム8は他のチームと異なりトヨタ自動車のサポートを受け、メンバーは各都道府県別のオーディションにより、それぞれの代表とした。「#チーム」を参照。
メンバー構成は、不定期で行われるオーディションで研究生として加入し、適時正規チームへの昇格人事が行われる一方で、不定期に卒業者も出るなど大人数グループであるため流動的である。チームの体制は、2010年に初めて「組閣」と呼ばれるAKB48内で大規模なチーム再編が行われて以降、2012年の2回目はAKB48と姉妹グループ間での兼任と日本国外移籍を含む再編、2014年の3回目は国内AKB48グループ内での兼任・移籍と乃木坂46からの兼任を含む再編、2015年の4回目は姉妹グループの兼任解除を含む変更およびNGT48新設に伴う移籍・兼任、2017年の5回目は姉妹グループからの兼任が解除される一方で、チーム8メンバーは全員がチームA、K、B、4のいずれかのチームとの兼任となった。2023年4月末のチーム8活動休止に伴い、チーム8メンバーは兼任先の専任メンバーとなった。同年10月にはチーム制が休止となった（「#編組略史」を参照）。

## 特色

### 活動方針・目標・ルール
AKB48は、「アイドルはテレビやコンサート会場でしか会うことができない」とする従来の固定観念を根底から覆し、結成以来「会いにいけるアイドル」のコンセプトのもとで、専用劇場での高頻度の公演や徹底したファンサービス（握手会・写真会など）によりアイドルとファンとの距離を縮め、アイドルをより身近な存在にする取り組みを継続して行っている。
AKB48は、発足した当初はメジャー・デビューを目標にしていたが、2006年8月20日にメジャー・デビュー決定をファンに報告した。その後、公式ブログのタイトルは「AKB48〜メジャーデビューまでの軌跡」から「AKB48〜TOKYO DOME までの軌跡」に変更され、東京ドームでのコンサート実現に目標を置いていたが、この目標も、2012年8月24日から8月26日に開催された『AKB48 in TOKYO DOME 〜1830mの夢〜』で達成された。目標達成により公式ブログのタイトルは『〜1830mから〜』に変更された。
メンバーは、特に初期に加入した者を中心に「AKB48は一つの通過点」とする認識を持つ者が多い。すべてが歌手を目指しているわけではなく、女優・ファッションモデルなど志望する職業は様々である。一方で歌手や女優などへのステップではなく、佐藤亜美菜（4期生・元メンバー）以降には明確にAKB48での活動自体を目標としている者も現れている。
AKB48は「恋愛禁止」がルールになっていると言われており、メンバーも公言しているが、一方で秋元康は特にルールとして規定したものではないと語っている。前田敦子によれば、AKB48に在籍中の16歳の時に恋愛で恋人に裏切られた「ショックで秋元（康）先生たちにも話さないとやっていけないくらい」辛くなり、恋愛で「グチャグチャになったのが結構きっかけ」になって、AKB48で恋愛禁止のルールができた。2022年における運営サイドの見解は、「恋愛禁止のルールはなく、メンバーそれぞれが自覚を持って活動することで成り立っている」である。

### グループ名の由来
グループ名「AKB48」のアルファベット部分のAKBは、ホームグラウンドが位置する秋葉原（あきはばら、AKIHABARA）、または秋葉原の俗称の秋葉（あきば、AKIBA）に由来する。48の由来は、「『おニャン子』とか、何か単語が入ると、古くなるので、商品開発番号みたいな無機質なものにしたい」とする秋元康の意思である。初期の構想では1軍24人に2軍24人の計48人だった。戸賀崎智信は、結成当初の所属事務所であるoffice48の社長（芝幸太郎）の好きな数字が48であったため、50人程度のグループをつくるなら48人にしてくださいと言われたと述べている。
当初募集告知をした際には、「秋葉原48プロジェクト」と銘打っており、NTTドコモとのメンバー募集タイアップCMなどを始め、インディーズデビュー当時の各種メディアでは「Akihabara48」とされていたこともあるが、後にグループ名も「AKB48（エーケービーフォーティーエイト）」に統一された。その名のとおり正規メンバーが48人程度で活動していた時期が長くあった。グループのメンバーやマスメディアが、「AKB48」を省略して単に「AKB」と呼称・表記することもある。「AKB48」は株式会社AKSの登録商標である。

### 「AKB48」の名称適用範囲
「AKB48」の名称は、プロジェクトの拡大に伴い姉妹グループなどを含める場合もある。「AKB48」は、主に以下の3つの意味で用いられる。
1. 秋葉原を拠点に活動するAKB48のみを指す。
2. 1に加えて、日本国内の姉妹グループであるSKE48、（SDN48）、NMB48、HKT48、NGT48、STU48や派生ユニットを含める。
3. 2に加えて、日本国外の姉妹グループであるJKT48、BNK48、（SNH48）などを含める。

2および3の意味の場合、「AKB48グループ」、「AKBグループ」、または「48グループ」とも呼ばれている。
1の意味での「AKB48」のシングルや派生ユニットに姉妹グループのメンバーが参加して活動している。

### AKB48劇場公演
| 2024年にリニューアルされるまでのAKB48劇場の入り口 |  | 2010年当時のAKB48劇場公演のチケット |
| 2024年にリニューアルされるまでのAKB48劇場の入り口 |  | 2010年当時のAKB48劇場公演のチケット |

ドン・キホーテ秋葉原店（ミナミビル）8階にある専用劇場「AKB48劇場」がAKB48の活動の始まりの地であり、この劇場をホームグラウンドとして活動している。同店5階にはDVDやグッズを販売する「AKB48 SHOP」が併設されていたが、2015年12月に閉店した。
専用劇場で行われるコンサートは全て「公演」と銘打っており、グループ活動の中心となっている。公演は全てオリジナル曲で行われている。一部の楽曲を除き、総合プロデューサーの秋元康が作詞を行っている。秋元康は1つの公演につき1,000曲以上のデモテープを集め、何日もかけてそれらを聴きながら使用する楽曲を選んでいる。2009年6月から10月までシアターGロッソ（東京ドームシティアトラクションズ）をセカンドフランチャイズとして、不定期で公演を行っていた。

### 歌詞
AKB48の楽曲の歌詞は大別すると「BINGO!」「スカート、ひらり」などの「（女性視点からの）擬似恋愛的な歌詞」、「ポニーテールとシュシュ」「ヘビーローテーション」などの「（男性視点からの）恋愛/青春賛歌的な歌詞」、「RIVER」「チャンスの順番」などの「自己言及的な歌詞」の3タイプが存在する。初期段階では従来の女性アイドルの楽曲の歌詞では定番ともいえる「（女性視点からの）擬似恋愛的な歌詞」が存在していたが、ヒットのきっかけとなったシングル『大声ダイヤモンド』がリリースされたころを境にそれらはあまり多くはみられなくなり、「（男性視点からの）恋愛/青春賛歌的な歌詞」と「自己言及的な歌詞」の2つが主流になっていった。
岡島紳士・岡田康宏による書籍『グループアイドル進化論』での記述によれば、女性目線の歌詞から男性目線の歌詞への変遷は、ファン層自体の変化が関連している。従来の日本の女性アイドル文化におけるアイドルファンといえば「ファッションなどに興味の無い男性のアキバ系アイドルオタク」といった印象になりがちであるが、AKB48では握手会や劇場公演などアイドルとファンが直接的に接触する機会が多いこともあって「アイドルからみられる」ことをファンも意識するようになり、見た目にも気をつかう若い男性ファンや女性ファンの割合も増えている。それに呼応するように、擬似恋愛的な歌詞はあまり必要とされなくなり、青春観を疑似体験したり掛け声を通じてステージ上のアイドルと感情を共有できるような楽曲が増えている。
宇野常寛は、「私」を一人称とした女性目線の歌詞から「僕」を一人称とした男性目線の歌詞への変遷について、アイドルがファンに対して「ここではない、どこか」への憧れを一方的に提示する超越的アイドルではなく、アイドルとファンが協力して「いま、ここ」を肯定して実り豊かなものに彩っていくことを志向する内在的アイドルのコンセプトがはっきりと歌詞が反映されはじめたと説明している。さらに、男性目線の歌詞の楽曲と同様に後期になって増え始めた「自己言及的な歌詞」の楽曲については、AKB48が一種の社会現象といえるほどヒットしていったことに伴ってAKB48自身を歌うことがそのまま社会を歌うことにつながり、そしてそのことに対して作詞者である秋元康が自覚的であるがゆえだろうと述べている。
斎藤環は、秋元康によるAKB48の楽曲の歌詞を「絶望荒野と化したJ-POP業界においてひときわ輝いている」と評価し、「ヤンキー性」の要素が歌詞に織り込まれていることに注目している。AKB48のメンバーに注目してもオタク受けする渡辺麻友とヤンキー受けする板野友美の両者が存在するようにバランスがとられているが、秋元自身がオタク性とヤンキー性の両方を持った特異なタイプの人間であり、「マジスカロックンロール」「Beginner」など歌詞にはヤンキーに特有の刹那主義や反知性主義的な価値観を掲げながらも、同時に自覚的にそういった振る舞いをしている意識がみられるバランスが絶妙なのである。このような意識は「サヴァィヴ系/バトルロワイヤル系」の傾向ともつながるものである。
脚本家・作詞家の佐藤大は、同じく秋元康が手がけたおニャン子クラブの楽曲の歌詞は言葉遊びや内輪受けを狙ったものが多かったのに対し、AKB48の楽曲の歌詞は主観的で直球であると対比し、「自分がどうあるべきか」を鼓舞するシステムが内包された歌詞がAKB48のメンバー個人への教育になっていると評している。

### 衣装
| 「言い訳Maybe」の衣装 |  | 「ギンガムチェック」MV撮影時の衣装 |
| 「言い訳Maybe」の衣装 |  | 「ギンガムチェック」MV撮影時の衣装 |

衣装は、株式会社オサレカンパニー所属の茅野しのぶを中心とする専門の衣装スタッフが一手に担当している。衣装デザインには各楽曲が持つコンセプトに基づいた統一性があるが、一着一着が各メンバーのキャラクターやイメージ、体形に合わせて調整が加えられているため、その総数は5万着を超える。シングル曲のミュージック・ビデオ (MV) 衣装は、完成した新曲の音源が秋元康のオーダーとともに茅野の元に届けられ、秋元の意向をつかめるまでデザイン画を描き、提出する工程となっている。
メンバーが着用する衣装のデザインは、結成当初のTシャツとデニムから始まり、初期はシンプルなチェック柄の女子高生の制服をモチーフとした形が多かった。2009年の『第1回AKB48選抜総選挙』のころから、世間にもメンバーのキャラクターが浸透し始めて衣装も変化していく。13thシングル表題曲「言い訳Maybe」の衣装の赤チェック柄がAKB48のイメージを形成するものとなったこともあり、14thシングル表題曲「RIVERは、メンバーの個性が世間に伝わるようにメンバー別に衣装をデザインを仕上げ、今日に続く制作工程が形成された。
秋元康が副学長を務めた京都造形芸術大学秋元ゼミの学生のデザインが、「桜の花びらたち」や「スカート、ひらり」などの衣装に採用されたこともある。2017年3月25日には、シングルや劇場公演の衣装ほか、コンサートや歌番組で着用した特別衣装など1,102着の衣装を掲載した『AKB48 衣装図鑑 放課後のクローゼット〜あの頃、彼女がいたら〜』が宝島社より発売された。2023年7月27日から8月8日まで、初期から最新までの衣装ほか、メンバーが卒業コンサートで着用したドレスなど約250点の衣装を展示した『AKB48 大衣装展〜オサレカンパニーの世界〜』が大丸東京店にて開催された。

### 兼任・移籍制度
AKB48には日本国内に5つ、日本国外に8つの姉妹グループがあり、AKB48グループの各グループ間には「兼任・移籍制度」がある。兼任とは、所属元グループに在籍して活動しながら、兼任先グループのメンバーとしても活動することである。移籍とは、所属元グループの籍を離れ、移籍先グループに所属して活動することであり、AKB48グループ内での異動となる。組閣などにより、兼任の解除や兼任先の変更のほか、兼任先グループにそのまま移籍となったメンバーもいる。特殊な形態ではあるが、2014年には、AKB48グループと乃木坂46相互間の「交換留学」と称した兼任も松井玲奈（当時SKE48）と生駒里奈（当時乃木坂46）の2人を対象に行われた。

### 握手会と購入特典
AKB48ではCD購入者を対象にした握手会を実施しており、ファンがメンバーと直接握手や会話ができる機会として「会いにいけるアイドル」のコンセプトを果たす役割を担っている。2005年12月16日、機材故障により中止された劇場公演の代替として行われた握手イベントがきっかけとなって実施され、その後はCDのリリースに合わせて定期的に行われるようになった。AKB48の握手会には、「全国握手会」と「大握手会」の2種類がある。
「全国握手会」は、シングルCDのリリースに合わせて日本全国のエリア（北海道・東北・関東・中部・関西・中国・九州）単位で開催されている握手会である。参加するには、シングルCD（初回限定盤）に封入されている「イベント参加券」が必要であり、どのエリアでも事前予約なしに自由に参加できる。全メンバーではなく一部のメンバー（20人程度）が参加し、1レーンに1メンバーではなく複数のメンバーが担当することもある。開催日ごとに使用できる「イベント参加券」のシングルタイトルが指定される。当日はライブやイベントも行われる。
「大握手会」は、CDのリリースごと基本的に関東地方（一部、大阪市など）で実施されている握手会である。「個別握手会」とも呼ばれる。参加するには、劇場盤CDに添付されている参加券が必要であり、リリース前に所定のウェブサイトから「日程」「メンバー」「時間帯」を指定して申し込み、劇場盤CDを抽選により予約購入する。原則としてAKB48メンバーだけではなく国内のAKB48グループメンバー全員が参加し、各メンバーが1人で1レーンずつを担当する。メンバーによって割り当てられる時間の長さ（90分単位の部数）が異なる。メンバーは私服での参加が原則となっている。「大握手会」では、握手会だけではなく「写真会」と呼ばれる携帯電話の写真撮影機能を使ったメンバーとのツーショット写真撮影や「サイン会」が行われることもある。
CDは購入特典として、「握手券」や「イベント参加券」だけではなく「選抜総選挙」や「リクエストアワーセットリストベスト100」などのファン参加型イベントの投票券が添付される場合がある。多くの作品に「生写真」と呼ばれるランダム絵柄のメンバーの写真が添付されている。同一タイトルのCDにType-A、Type-Bなど複数のバリエーションを設けている。

### ファンコミュニティ
AKB48は専用劇場を設置して公演を行う方法でアイドルとファンの距離を縮めることに成功したが、同時にファン同士の結びつけを強めることにもなった。特に劇場前のロビーは見知らぬファン同士が知り合うきっかけとなる空間として機能している。オンライン上でも、ソーシャル・ネットワーキング・サービスが台頭したことからそれらを利用して交流を深める動きが見られる。
公式ファンクラブ「柱の会」の運営を2006年8月22日より開始した。しかし、1人複数口の会員登録が可能な会員登録制度や、これが起因となった公演チケットのインターネットオークションでの転売などが問題となり、2011年9月30日をもって廃止した。同年12月8日よりこれに代わる新たな公式ファンクラブ「二本柱の会」が発足した。その後、エンターテインメント市場の変化を受けて、2021年12月31日をもって「二本柱の会」は閉会し、ファンクラブとしての機能は、モバイル版公式サイトである「AKB48mobile」に一本化された。
2022年12月7日をもって「AKB48mobile」をリニューアルすると同時に「AKB48 Official Fan Club ｢柱の会｣」に名称を変更した。「柱の会」の名称は、旧ファンクラブが2011年に廃止されて以来約11年ぶりの復活となる。
運営側は、ファンの意見を積極的に取り入れている。劇場が混雑していなかったころは、プロデューサーの秋元康が直接劇場でファンから意見を聞いていたこともあり、ヒットしてからもスタッフが間接的に伝えている。特に初期段階は運営スタッフ側に芸能関係の経験が少なかったため、チケットの販売・抽選や整列の具体的な方法などについてファンからアドバイスを受けていた。岩崎夏海がアシスタントプロデューサーをしていたころは、彼がインターネットに強かったことから電子掲示板2ちゃんねるやブログに書き込まれた公演についてのファンの反応をまとめて秋元康に伝えていた。

### 所属事務所・運営会社
結成当初はメンバー全員が「office48」に所属していたが、マネジメントや露出展開の強化を図るために、卒業後も継続して芸能活動ができるように、2007年に大島麻衣・板野友美・河西智美が「ホリプロ」に移籍したのをきっかけに一部メンバーが他の芸能事務所へ移籍することが発表された。
一部のメンバーを除いて、「office48」から「AKS」に所属変更がなされた。これ以降は、新たに研究生として加入したメンバーも、最初は「AKS」に所属するようになり、他の事務所からのオファーがあったメンバーが移籍するようになった 。「office48」に残ったメンバーは移籍組として扱われている。グループ自体が「AKS」に所属しているため、移籍組メンバーもAKB48としての公演や活動を行う場合は「AKS」の管轄となる。
2010年3月25日のコンサート『AKB48 満席祭り希望 賛否両論』で、AKS所属で残る7期生まで全メンバーに、芸能事務所へ移籍打診がアナウンスされた。
2012年3月25日のコンサート『業務連絡。頼むぞ、片山部長! in さいたまスーパーアリーナ』最終日には、初日公演の時点ですでに正規メンバーとして活動していた9・10期生のメンバーの芸能事務所への移籍打診がアナウンスされた。
以降しばらくは、現役メンバーのAKSからの移籍は行われなかったが、2017年に小嶋真子がサンミュージックプロダクションへ移籍し、加藤玲奈・向井地美音がプロダクション尾木の子会社で提携する「Mama&Son」へ移籍した。
2020年1月20日、AKSは社名を「Vernalossom」（ヴァーナロッサム）に変更するとともにAKB48のマネジメント業務を行わず、運営会社として4月予定で設立する「株式会社AKB（仮）」に移行・独立させることを発表した。同年4月1日、AKSは同日付で「株式会社Vernalossom」に社名を変更するとともに、新会社「株式会社DH」（ディーエイチ）にAKB48の事業を譲渡することを発表した。これに伴い著作権表示は「©AKS」から「©AKB48」に変更された。
2020年以降は、毎年メンバーの数名がDHから他の芸能事務所へ移籍している。

## 展開

### 選抜総選挙
AKB48のシングル表題曲を歌うメンバーをファンによって選出する一種の人気投票で、2009年より毎年開催されていたイベントであるが、2018年を最後に以降は開催されていない。被選挙権を有するのは、SDN48を除く日本国内AKB48グループの全メンバーおよび、AKB48から日本国外グループへの移籍メンバーであった。第1回から第4回までは在籍するメンバー全員が候補者となっていたが、第5回以降は立候補制を導入しており、第5回に限っては4年以上在籍した卒業メンバーの立候補も認められた。第10回は日本国外グループ所属メンバーの全員に被選挙権が付与された。

### じゃんけん大会
選抜総選挙に続いて2010年から毎年開催されていたメンバー選抜イベントであるが、2019年以降は開催されていない。勝敗が確率的に平等であり、偶然性によって決まるじゃんけんの結果のみで選抜メンバーを決定する。
選抜総選挙は、メンバーに対するファンの支持によって順位や票数が決まる人気投票であるために、マスメディアに露出する機会の多い人気メンバーが有利になるという欠点がある。選抜じゃんけん大会は、人気や知名度が低いメンバーにも平等にチャンスが与えられるために考案された。AKB48の正規メンバーと予備戦を勝ち抜いた研究生が本戦に参加できる。第2回から日本国内の姉妹グループのメンバーにも出場権が与えられた。勝負は1回勝負のトーナメント方式で行われる。
第1回から第4回までは上位16人を決定し、総選挙同様1位になったメンバーがセンターポジションを務めるAKB48のシングル曲の選抜メンバーとなった。第5回は優勝者のソロデビューに変更されるなど回を追うごとに優勝を含む上位入賞メンバーへの処遇は変化している。

### ドラフト会議
AKB48グループの各チームのメンバーが、日本のプロ野球ドラフト会議を模した方式によって、新規にチームに加入するメンバーを選出するオーディションイベント。
第3回ドラフト会議ではメンバーが候補者を選択・指名をするのではなく、各チームを推すファンのインターネットによる投票で選択・指名する方式が採用された。

### 派生ユニット・ソロユニット・部活動
AKB48の所属メンバー数人で結成された派生ユニットがある。テレビ番組の企画や企業とのコラボレーションやタイアップなどで結成された期間限定のものと、特定の企画に拘らず活動するものがある。最初のユニットは、2006年11月にテレビ番組の企画で結成されたほね組 from AKB48で、シングルも発売している。特定の企画に拘らず活動するユニットは、2007年4月に結成されたChocolove from AKB48（活動休止）を皮切りに、ノースリーブス、渡り廊下走り隊7（2014年2月9日解散）、フレンチ・キス（2015年11月5日解散）、Not yet（大島優子卒業に伴い活動休止）、DiVA（2014年解散）が結成されており、それぞれシングルやアルバムを発売している。
数人のメンバーがソロの音楽活動を行っている。2008年に大堀恵が、2010年にテレビ番組の企画に基づき増田有華、奥真奈美がシングルを発売した。その後、2011年に板野友美がシングルを発売し、続いて前田敦子、岩佐美咲、渡辺麻友、指原莉乃、松井咲子、河西智美、柏木由紀、高橋みなみ、倉持明日香がシングルまたはアルバムを発売している。
その他、2012年に秋元康がGoogle+上で発足を発表した「部活動」（活動休止状態）がある。

### 慈善活動・啓発活動
東北地方太平洋沖地震（東日本大震災）の被災者支援を目的としてファンに対して義援金拠出を呼びかけたり、チャリティーソング・チャリティーイベントを企画するなどといった活動が行われている。このような義援金プロジェクトが広く社会に支持されているとして、2011年5月から日本赤十字社の活動を広く周知する「赤十字オフィシャルメッセンジャー」に起用された。
東日本大震災後の2011年5月より被災者支援のため（2015年までは毎月1回の割合で）、東北地方各地の被災地で無料のミニライブと握手会を行っている。被災地外からファンが集まることを防ぐため直前まで告知せず、観覧者は会場周辺の被災者に限定している。姉妹グループも含めたメンバーの中から毎回6人程度が交代で参加している。
2012年から、厚生労働省の肝炎総合対策推進国民運動事業「知って、肝炎プロジェクト」のスペシャルサポーターを務めている。2016年には、木﨑ゆりあがプロジェクトのオリジナルテーマソング「笑顔の明日」に歌唱メンバーとして参加した。メンバーがイベントである年次ミーティングに出席するほか、厚生労働省が推進する当プロジェクトの啓発活動にも参加している。2020年11月30日には、警察庁生活安全局長より「特別防犯支援官」を委嘱され、SOS47のメンバーに加わった。2022年7月25日には、肝炎対策事業功労者厚生労働大臣表彰を受賞した。下記は、活動事例である。
- 知って、肝炎プロジェクトミーティング2016（2016年7月26日） - 木﨑ゆりあ・川本紗矢[150]
- 集中広報県「佐賀県」活動（2016年9月4日、弘学館中学校・高等学校） - 大家志津香・木﨑ゆりあ・矢吹奈子[154]
- 集中広報県「愛媛県」活動（2017年11月16日、松山大学） - 大家志津香・樋渡結依・川本紗矢[155][156]
- 知って、肝炎プロジェクトミーティング2018（2018年7月24日） - 岡田奈々・向井地美音[157]
- 知って、肝炎プロジェクトミーティング2019（2019年8月1日） - 加藤玲奈・武藤十夢[158]
- 知って、肝炎プロジェクトミーティング2020（2020年7月21日） - 向井地美音・横山由依[159]
- 中高等学校イベントへのゲスト出演（2021年7月10日、郁文館夢学園） - 向井地美音・武藤十夢・岡田奈々[160]

### OUC48プロジェクト
OUC48プロジェクト（オーユーシーフォーティーエイトプロジェクト）は、「おうち」（OUCHI、自宅）から日本を元気にすることを目的に2020年4月15日に発足したプロジェクト。2019年12月に発生した新型コロナウイルス感染症の流行により、2020年4月7日に日本国内で出された緊急事態宣言を受けて、メンバーが主体となって発足した。プロジェクトの第一弾として、メンバーがそれぞれの自宅で撮影して合成した「365日の紙飛行機」（おうちver.）をYouTubeのAKB48公式チャンネルで公開した。4月16日には、SHOWROOMを使用して「OUC48おうち公演」の生配信を開始した。チーム8が「集まれエイトちゃん！G8首脳かいぎっ」と題し、チームメンバーの中から8人をテーマに沿って選び、テレビ会議でトークする配信を行っている。5月7日には、メンバーが講師となってAKB48の楽曲の振り付けを教える「振りコピ Sounds good ! OUC48 サビ振付講座」をYouTubeのAKB48公式チャンネルで開始した。その他、ネット配信によって様々な活動を展開している。
2020年6月1日よりAKB48所属のメンバーはOUC48との兼任という形式で活動を行うことになった。

### 日本国外への展開
2007年9月22日には初の日本国外での公演として、チームBが北京の中国芸術研究院で開催された「日中文化人懇談会2007」に参加した。2009年にはパリ・ニューヨーク・カンヌで、2010年にはロサンゼルス・ソウル・シンガポール・モスクワ・マカオなど、2012年にはワシントンD.C.などでライブを行った。
2011年5月15日から2012年1月28日までは、シンガポールで日本国外で初の定期公演を行った。
2011年12月8日、Google+上での交流サービス「AKB48 Now on Google+」を開始した。メンバーが書き込んだ記事は、英語・中国語・韓国語・タイ語・インドネシア語に翻訳されて配信される。
2019年11月1日と2日にはバルセロナでライブを行った。

#### オフィシャルショップ
以下の2か所に存在する。以前は香港・シンガポール・台湾にも出店していた。
- 営業中
  - 中華人民共和国・上海（2011年11月22日 - ）
  - 中華人民共和国・福州（2020年12月30日 - ）
- 閉鎖
  - 香港（2010年10月24日 - 2014年9月9日、2014年10月6日 - ）
  - シンガポール（2011年5月14日 - 2012年12月）
  - 台湾（2011年7月23日 - ）

### 姉妹プロジェクト
2008年に名古屋市・栄を拠点とするSKE48が、2009年にAKB48劇場を本拠地とする第二のグループとして20歳以上のメンバーのみを集めたSDN48が、2010年に大阪市・難波を拠点とするNMB48が、2011年に福岡市・博多を拠点とするHKT48が、2015年に新潟市を拠点とするNGT48が、2017年に瀬戸内地方7県（兵庫県・岡山県・広島県・山口県・徳島県・香川県・愛媛県）を拠点とするSTU48が、それぞれ結成された。
日本国外でも、2011年にインドネシア・ジャカルタを拠点とするJKT48が、2012年に中華人民共和国・上海を拠点とするSNH48が、2017年にタイ・バンコクを拠点とするBNK48が結成された。さらに2018年には、台湾・台北を拠点とするTPE48、フィリピン・マニラを拠点とするMNL48、中華人民共和国・上海を拠点とするAKB48 Team SH、ベトナム・ホーチミンを拠点とするSGO48が結成された。BNK48、TPE48、MNL48については、2016年3月26日に横浜スタジアムで開催された『祝 高橋みなみ卒業”148.5cmの見た夢”in 横浜スタジアム AKB48単独コンサート』で、同年中に始動することが発表されたものの、3グループとも2016年内での発足には至らなかった。
2017年12月27日にインド・ムンバイを拠点とするMUM48が2018年に誕生することが発表されたが、プロジェクトは中止となった。2018年7月30日にはTPE48のライセンス契約解消が発表され、同年8月26日にAKB48 Team TPとして再始動した。
2019年6月19日には、インドでデリーのあるインド北部を拠点とするDEL48とムンバイを拠点とするMUB48の2グループを同時に立ち上げるプロジェクトが発表された。2019年10月26日には、同年6月に発表されていたタイで2グループ目となるチェンマイを拠点とするCGM48が結成された。同年12月にはDEL48が結成された。
2021年12月5日、ベトナムのSGO48が、新型コロナウイルス感染症の流行による活動面での制約などを理由として12月22日に解散することが発表された。2022年7月13日、インドにおける新型コロナウイルス感染症による不安定な状況を理由として、DEL48が活動終了し解散、MUB48は事業終了となった。
2024年1月1日、マレーシア・クアラルンプールを拠点とするKLP48が発足した。
姉妹プロジェクトの推移

## チーム

### 編組略史
AKB48には正規メンバーと正規メンバーではない「研究生」と呼ばれるメンバーがいる。AKB48には「チームA」「チームK」「チームB」「チーム4」「チーム8」の5つのチームがあり、正規メンバーは原則いずれか一つに所属することになる。AKB48劇場での劇場公演は、原則としてチーム単位で行われている。研究生は、バックダンサーや正規メンバーのアンダーや前座として公演に出演する。研究生のみの公演（研究生公演）も実施されている。
チーム分け
各チームへの所属は、結成時からチームB発足までは、下記のとおり加入した時期ごとに決められた。
チームA：2005年12月8日結成 - オープニングメンバーオーディション合格者（オリジナルメンバー）（1期）
篠田麻里子は追加加入のため「1.5期」とされるが、一部メディアでは「1期」と記載される場合がある。
チームK：2006年4月1日結成 - 第2期追加メンバーオーディション合格者（2期）
チームB：2007年4月7日結成 - 第3期追加メンバーオーディション合格者（3期）とチームAからの異動者3名
これ以降のオーディションでは、合格者はすべて研究生に所属し、その中から適宜正規メンバーへと昇格してA・K・Bの各チームに所属するようになる。
研究生オーディション：第一回研究生=4期・第二回研究生=5期・第三回研究生=6期というように第六回研究生=9期まで続く。以後、第10期研究生、第11期研究生という表現が第20期研究生まで続いている。
2010年施行のチーム体制
2009年8月の日本武道館公演（『AKB104選抜メンバー組閣祭り』）で「新内閣の発足」が発表され、チームA・K・Bのメンバーの組み替えと一部メンバーのSDN48への完全移籍、研究生の大量昇格が行われることになった。当初2009年10月から実施の予定だったが、度々延期され、2010年になってチームKが3月12日から、チームBが5月21日から、チームAが7月27日からというように約半年かけて段階的に実施したため、移行期間中は新旧両チームの公演に出演する者や逆に長期間公演に出演できなかった者もいた。
新公演体制とチーム4結成
2009年ごろからAKB48のメディア露出増加に伴い、正規メンバーの公演が少なくなり、研究生のみで行われる公演の比率が増えた。数少なくなっていた正規メンバーの公演日でも、人気メンバーは休演（欠席）することが多くなっていた。その対策として正規メンバーを従来の48人から増員して、公演に出られるメンバーと控えメンバーをその都度入れ替える計画案が浮上した。その準備段階として2010年12月8日に8名、2011年2月12日に1名がそれぞれ研究生から正規メンバーに昇格することが発表された。しかし計画自体が進まなかったことや所属チームについて同時に発表されなかったことから、所属チーム決定までの間、暫定的に正規メンバーながら各チームのアンダーとして出演する、またはチーム研究生公演を中心に出演するという状態であった。
その後計画は変更され、2011年4月8日の公演から演目自体は変わらないものの、各演目名からチーム名を外し、従来のチームごとではなく出演できる者を研究生も含めてその都度組み替えることで、SDN48も含めた4つの公演をバランスよく実施することとなった（従来のチーム公演・研究生公演という形でのスケジュール発表はなくなった）。それまでは休演者の発表をしていたが、以後は研究生の名前も含めて出演者を発表することになり、16人のうち研究生が過半数だった場合は観覧料金を一律1,000円値下げする割引公演とした。ただしチームの冠は取り払われたものの完全なアットランダムではなく、各演目における従来の主体チームと研究生の合同チームのような形態で実施された。同年6月6日には前述の所属未定メンバーによるチーム4の結成が発表された。
2011年10月10日からはチーム4 1st Stage「僕の太陽」公演が開始されたが、2012年3月31日をもってSDN48のメンバーが全員卒業したため、4チームによる4公演体制となった。将来的にチーム8を結成する予定であることが明言された。
2012年3月24日にSKE48・松井珠理奈とNMB48・渡辺美優紀のAKB48との初のグループ間でのチーム兼任が開始された。
2012年11月1日施行のチーム体制
2012年8月24日に行われた東京ドーム公演『AKB48 in TOKYO DOME 〜1830mの夢〜』の初日に、チーム4を解散してチームA・チームK・チームBの3チーム体制へと再編すること、国内姉妹グループとの間で数名ずつの兼任を行うこと、初の海外姉妹グループへの移籍を行うことが発表された。このチーム体制では各チーム16人制が廃止されたが、公演に出演するメンバーは毎回16名の選抜制となり、研究生による欠員補充も行われなくなった。
2012年10月7日に岩手産業文化センターで開催された「『真夏のSounds good !』全国握手会イベント AKB48祭り powered by ネ申テレビ」で、4チーム体制での各公演の千秋楽と新チーム公演が発表された。2012年10月21日に公式ブログで新チーム公演初日の日程が発表された。
2012年11月1日から新チーム体制での公演が開始されたが、公演形態は演目ごとからチームごとの公演に戻り、新チーム体制前から研究生公演としても行われていた「僕の太陽」公演が、完全に研究生公演としての位置づけとなった。研究生の正規メンバー公演出演も、各チームとも所属メンバーが22人（新体制開始時点）となったことから、新体制発足当初はアンダー出演がなくなり、一部チーム公演で楽曲のバックダンサーとしての出演のみとなったが、2013年5月5日にアンダー出演の復活が発表された。
公式チーム呼称の発表
2009年の「組閣祭り」以後、チームを時期によって区別する必要があるときには旧チーム・新チームと呼んで区別していた。再度の組閣により新旧のみでは区別できなくなっていたが、2012年11月19日にチームキャプテン制を採用して以後のチームA・チームK・チームBについて、それぞれの公式チーム呼称が発表された（下表参照）。2010年までのチームの呼称は、2012年11月19日の発表では触れられていないが、公式出版物・メディアでは「初代チームA」「初代チームK」「初代チームB」と記述されたり、メンバーも「初代チームB」と呼称したりして、チーム名に「初代」を冠している。
チーム4再結成
2013年8月24日に行われた東京ドーム公演『AKB48・2013真夏のドームツアー 〜まだまだ、やらなきゃいけないことがある〜』3日目に、前年の『AKB48 in TOKYO DOME 〜1830mの夢〜』1日目にチームA昇格が発表された大島涼花を除く研究生13期生9名と14期生全員および研究生に降格していた1期生の峯岸みなみら16人の昇格が発表され、その所属先としてチーム4が再結成され、キャプテンに峯岸が就任した。
ドラフト会議の開催・ペナントレースの実施
2013年11月10日には、オーディションの新たな形態としてAKB48グループ合同で『AKB48グループ ドラフト会議』が開催された。ドラフト会議前日に2014年1月からAKB48グループの各チームでペナントレースを実施することが発表された。実際には2014年4月22日からのスタートとなり、10月31日まで行う予定であったが、9月23日で中止となった。
2014年4月24日施行のチーム体制
2014年2月24日にZepp DiverCity TOKYOで行われた『AKB48グループ 大組閣祭り 〜時代は変わる。だけど、僕らは前しか向かねえ!〜』で、国内のAKB48グループを中心とした新体制が発表された。副キャプテン制度が導入され、各グループ数名の移籍・兼任者が発生したほか、AKB48グループを越えた初の兼任として乃木坂46の生駒里奈がAKB48と兼任することが発表された。
チーム8発足
2014年1月のAKB48リクエストアワーで発表されたチーム8は、4月3日に結成、5月に活動を開始した。これまでのAKB48とは異なる地域密着の「会いに行くアイドル」をテーマとして掲げ、トヨタ自動車の全面サポートを受けて活動した。47都道府県から1名ずつ選出され、メンバーは「□□県（都・道・府）代表」と名乗った。AKB48グループ内で唯一チーム単独の公式サイトがあった。
2015年「春の人事異動」
2015年3月26日にさいたまスーパーアリーナで行われた『AKB48春の単独コンサート〜ジキソー未だ修行中!〜』で、姉妹グループを含めた兼任の大量解消、チームキャプテン・副キャプテンの交代と大幅なメンバーのチーム間異動などが発表された。2015年5月10日に開催された第2回ドラフト会議は、この人事異動で発表された新チーム体制で指名が行われた。2015年6月6日に開票イベントが行われた『AKB48 41stシングル 選抜総選挙』もこの新体制によって実施された。
2015年8月1日にさいたまスーパーアリーナで行われた『AKB48真夏の単独コンサート in さいたまスーパーアリーナ〜川栄さんのことが好きでした〜』で、現チーム体制で行われている劇場公演の千秋楽と、春の人事異動で発表された新チーム体制の劇場公演初日の日程が発表された。
2017年12月8日発表のチーム体制
2017年12月8日にAKB48劇場で行われた「12周年記念特別公演」で、新チーム体制（キャプテン・メンバー）が発表され、16期研究生から9名が正規メンバーに昇格（他のメンバーはチーム所属の研究生）、姉妹グループからの兼任メンバーは全て兼任解除、チーム8メンバーは他のチームとの兼任となった。
2018年1月21日実施の『第3回AKB48グループドラフト会議』にはチーム8を除く各チームが新チーム体制で参加した。
2018年4月1日にさいたまスーパーアリーナで開催された『AKB48単独コンサート〜ジャーバージャって何?〜』で新チーム体制でのパフォーマンスが行われた。
5月15日から5月28日にかけて旧チームの千秋楽公演が行われ、新チームの初日公演は6月6日から順次開始された。
2021年12月8日発表のチーム体制
2021年12月8日にAKB48劇場で行われた「16周年記念特別公演」で、新チーム体制（キャプテン・メンバー）が発表され、2022年2月5日に現チーム体制でコンサートを行い、2月6日に新チーム体制でコンサートを行うことも発表された。両コンサートが新型コロナウイルス感染症の流行の拡大に伴い、中止となった。4月6日までに現チーム体制での全チーム（チーム8を除く）の千秋楽公演を終え、チーム4による新チーム体制での最も早い初日公演が行われる4月19日に公式サイトのメンバーページが更新されて新チーム体制への移行が行われた。
チーム8の活動休止
2022年10月7日に開催された『MX祭り！AKB48 60th Single「久しぶりのリップグロス」発売記念コンサートin武道館2022〜リベンジ！新チームお披露目コンサート〜』内にて、2023年4月に開催予定の「チーム8コンサート」およびAKB48劇場「チーム8 9周年公演」をもってチーム8が活動を休止することが発表された。2023年4月30日をもって活動休止となり、5月1日以降は兼任先であったチームの専任メンバーとなった。
チーム制休止
2023年4月29日に開催された『AKB48春コンサート2023 〜好きだ！と叫ぼう〜』内にて、コロナ禍で8人以下に制限していた劇場公演の出演人数を2023年秋から16人に戻すことに併せて、チーム制とキャプテン制を休止し、正規メンバーと研究生の区分のみの新体制に移行することが発表された。
| A                                                                                  | K           | B               | 4                   | 8       |
| 初代チームA                                                                        | ―           | ―               | ―                   | ―       |
| 初代チームA                                                                        | 初代チームK | ―               | ―                   | ―       |
| 初代チームA                                                                        | 初代チームB |                 | ―                   | ―       |
| 「組閣祭り」（2009年8月発表、2010年2月から7月にかけて順次実施）                    |             |                 |                     |         |
| ('10) 高橋チームA                                                                  | 秋元チームK | 柏木チームB     | （組閣後発足）      | ―       |
| ('10) 高橋チームA                                                                  | 秋元チームK | 柏木チームB     | 初代（大場）チーム4 | ―       |
| 東京ドーム公演での「組閣」（2012年8月発表、2012年11月1日実施）                     |             |                 |                     |         |
| 篠田チームA                                                                        | 大島チームK | 梅田チームB     | （一時消滅）        | ―       |
| ('13) 横山チームA                                                                  | 大島チームK | 梅田チームB     | ('13) 峯岸チーム4   | ―       |
| 「大組閣祭り」（2014年2月発表、2014年4月24日実施）                                 |             |                 |                     |         |
| ('14) 高橋チームA                                                                  | 横山チームK | 倉持チームB     | ('14) 峯岸チーム4   | チーム8 |
| 春の単独コンサートでの「春の人事異動」（2015年3月発表、2015年9月1日実施）          |             |                 |                     |         |
| ('15) 横山チームA                                                                  | 峯岸チームK | 木﨑チームB     | 高橋朱里チーム4     | チーム8 |
| 12周年特別記念公演での「組閣」（2017年12月発表、2018年4月から5月にかけて順次実施） |             |                 |                     |         |
| 岡部チームA                                                                        | 込山チームK | 高橋朱里チームB | 村山チーム4         | チーム8 |
| 岡部チームA                                                                        | 込山チームK | 岩立チームB     | 村山チーム4         | チーム8 |
| 16周年特別記念公演での「組閣」（2021年12月発表、2022年4月19日実施）                |             |                 |                     |         |
| 向井地チームA                                                                      | 田口チームK | 浅井チームB     | 倉野尾チーム4       | チーム8 |
| 向井地チームA                                                                      | 田口チームK | 浅井チームB     | 倉野尾チーム4       | ―       |
| 春コンサート2023での「チーム制休止」（2023年4月発表、2023年10月17日実施）          |             |                 |                     |         |
| ―                                                                                  | ―           | ―               | ―                   | ―       |

2018年1月に発行された『AKB48グループ プロフィール名鑑2018』（宝島社）では、チームAのように同じ者が再度キャプテンに就任した場合（高橋みなみ・横山由依）、キャプテンが同じでも組閣によってメンバー構成が変わった場合（峯岸チーム4）には、活動を開始した西暦年の省略表記を付けて「'10高橋チームA 」「'14高橋チームA」、「'13横山チームA」「'15横山チームA」、「'13峯岸チーム4」「'14峯岸チーム4」とメンバー・プロフィールでのチーム異動履歴で編集上の区別をしているが、公式サイトの表記は、いずれも「高橋チームA」「横山チームA」「峯岸チーム4」である。

### 歴代キャプテン
各チームのキャプテン・副キャプテンの在任期間の一覧。
チームAキャプテン
1. 高橋みなみ（2010年7月27日 - 2012年10月31日）
2. 篠田麻里子（2012年11月1日 - 2013年7月22日）
3. 横山由依（2013年7月23日 - 2014年4月23日）
4. 高橋みなみ（2014年4月24日 - 2015年8月31日）
5. 横山由依（2015年9月1日 - 2018年5月16日）
6. 岡部麟（2018年4月 - 2022年4月19日）
7. 向井地美音（2022年4月19日 - 2023年10月16日）

チームKキャプテン
1. 秋元才加（2010年3月12日 - 2012年10月31日）
2. 大島優子（2012年11月1日 - 2014年4月23日）
3. 横山由依（2014年4月24日 - 2015年8月31日）
4. 峯岸みなみ（2015年9月1日 - 2018年5月15日）
5. 込山榛香（2018年4月 - 2022年4月19日）
6. 田口愛佳（2022年4月19日 - 2023年10月16日）

チームBキャプテン
1. 柏木由紀（2010年5月21日 - 2012年10月31日）
2. 梅田彩佳（2012年11月1日 - 2014年4月23日）
3. 倉持明日香（2014年4月24日 - 2015年8月17日）
4. 木﨑ゆりあ（2015年9月1日 - 2017年9月30日）
5. 高橋朱里（2018年4月 - 2019年5月6日）
6. 岩立沙穂（2019年5月7日 - 2022年4月19日）
7. 浅井七海（2022年4月19日 - 2023年10月16日）

チーム4キャプテン
1. 大場美奈（2011年7月23日 - 9月2日、2012年1月4日 - 10月31日）
  - 島田晴香（2011年10月10日 - 2012年1月4日、キャプテン代行）
2. 峯岸みなみ（2013年8月24日 - 2015年8月31日）
  - 2013年8月24日 - 2014年4月23日
  - 2014年4月24日 - 2015年8月31日（春の人事異動体制）
3. 高橋朱里（2015年9月1日 - 2018年5月18日）
4. 村山彩希（2018年4月 - 2022年4月19日）
5. 倉野尾成美（2022年4月19日 - 2023年10月16日）

チームA副キャプテン
1. 中村麻里子（2014年4月24日 - 2017年3月30日）
  - 2014年4月24日 - 2015年8月31日（大組閣体制）
  - 2015年9月1日 - 2017年3月30日（春の人事異動体制）

チームK副キャプテン
1. 北原里英（2014年4月24日 - 2015年8月26日）
2. 島田晴香（2015年9月1日 - 2017年11月13日）

チームB副キャプテン
1. 大家志津香（2014年4月24日 - 2015年8月31日）
2. 大島涼花（2015年9月1日 - 2017年6月8日）

チーム4副キャプテン
1. 木﨑ゆりあ（2014年4月24日 - 2015年8月31日）
2. 岡田奈々（2015年9月1日 - 2018年5月18日）

## メンバー

### 正規メンバー
| 名前       | よみ              | 生年月日               | 出身地   | 加入期      | 昇格日        | 所属事務所             | 備考 | 総選挙 最高 順位 |
| ---------- | ----------------- | ---------------------- | -------- | ----------- | ------------- | ---------------------- | --- | ---------------- |
| 岩立沙穂   | いわたて さほ     | 1994年10月4日（30歳）  | 神奈川県 | 13期        | 2013年8月24日 | TRUSTAR                | AKB48グループ最年長 元チーム4（'13/'14峯岸・高橋朱里） 元チームB（高橋朱里・岩立） 元チームB（岩立）キャプテン 元チームA（向井地） | 22位             |
| 福岡聖菜   | ふくおか せいな   | 2000年8月1日（25歳）   | 神奈川県 | 15期        | 2014年4月24日 | トキエンタテインメント | 元チームB（倉持・木﨑・高橋朱里・岩立） 元チームA（向井地）                                                                        | 31位             |
| 向井地美音 | むかいち みおん   | 1998年1月29日（27歳）  | 埼玉県   | 15期        | 2014年4月24日 | Mama&Son               | 元AKB48グループ（3代目）総監督 元チーム4（'14峯岸） 元チームK（峯岸） 元チームA（岡部・向井地） 元チームA（向井地）キャプテン      | 13位             |
| 小栗有以   | おぐり ゆい       | 2001年12月26日（23歳） | 東京都   | -           | -             | ゼスト                 | 元チーム8東京都（初代）代表 元チームA（岡部）兼任 元チームB（浅井）兼任 元チームB（浅井）                                          | 25位             |
| 倉野尾成美 | くらのお なるみ   | 2000年11月8日（24歳）  | 熊本県   | -           | -             | DH                     | AKB48グループ（4代目）総監督 元チーム8熊本県（初代）代表 元チームK（込山）兼任 元チーム4（倉野尾） 元チーム4（倉野尾）キャプテン   | 30位             |
| 坂川陽香   | さかがわ ひゆか   | 2006年10月7日（18歳）  | 福井県   | -           | -             | DH                     | 元チーム8福井県（2代目）代表 元チーム4（倉野尾）兼任 元チーム4（倉野尾）                                                           | -                |
| 下尾みう   | したお みう       | 2001年4月3日（24歳）   | 山口県   | -           | -             | DH                     | 元チーム8山口県（初代）代表 元チームA（岡部）兼任 元チーム4（倉野尾）兼任 元チーム4（倉野尾）                                      | -                |
| 髙橋彩音   | たかはし あやね   | 1997年12月30日（27歳） | 埼玉県   | -           | -             | アリゲーター           | 元チーム8埼玉県（初代）代表 元チーム4（村山）兼任 元チームK（田口）兼任 元チームK（田口）                                          | -                |
| 徳永羚海   | とくなが れみ     | 2006年10月1日（18歳）  | 鳥取県   | -           | -             | DH                     | 元チーム8鳥取県（2代目）代表 元チームB（浅井）兼任 元チームB（浅井）                                                               | -                |
| 永野芹佳   | ながの せりか     | 2001年3月27日（24歳）  | 大阪府   | -           | -             | TRUSTAR                | 元チーム8大阪府（初代）代表 元チーム4（村山）兼任 元チームA（向井地）兼任 元チームA（向井地）                                      | 67位             |
| 橋本陽菜   | はしもと はるな   | 2000年5月25日（25歳）  | 富山県   | -           | -             | ストロボエージェンシー | 元チーム8富山県（初代）代表 元チームK（込山）兼任 元チームB（浅井）兼任 元チームB（浅井）                                          | 109位            |
| 千葉恵里   | ちば えりい       | 2003年10月27日（21歳） | 神奈川県 | ドラフト2期 | 2017年9月27日 | DH                     | 第2回ドラフト会議 チーム4 1位指名 元チーム4（高橋朱里）研究生 元チーム4（高橋朱里） 元チームA（岡部・向井地）                      | -                |
| 鈴木くるみ | すずき くるみ     | 2004年9月2日（20歳）   | 東京都   | 16期        | 2018年4月2日  | DH                     | 元チームA（岡部） 元チームB（浅井） 元クラージュ・キッズ所属 Eダンスアカデミー E DANCE KIDS 2期生                                  | -                |
| 田口愛佳   | たぐち まなか     | 2003年12月12日（21歳） | 神奈川県 | 16期        | 2018年4月2日  | DH                     | 元チームA（岡部） 元チームK（田口） 元チームK（田口）キャプテン                                                                    | -                |
| 長友彩海   | ながとも あやみ   | 2000年11月2日（24歳）  | 神奈川県 | 16期        | 2018年12月8日 | DH                     | 元チームK（込山）研究生 元チームK（込山） 元チーム4（倉野尾）                                                                      | -                |
| 武藤小麟   | むとう おりん     | 2000年7月22日（25歳）  | 東京都   | 16期        | 2018年4月2日  | FIRST AGENT            | 元チームK（込山） 元チームA（向井地） 姉は武藤十夢（元AKB48・12期生）                                                              | 55位             |
| 山内瑞葵   | やまうち みずき   | 2001年9月20日（23歳）  | 東京都   | 16期        | 2018年4月2日  | DH                     | 元チーム4（村山） 元チームK（田口）                                                                                                | 92位             |
| 大盛真歩   | おおもり まほ     | 1999年12月5日（25歳）  | 茨城県   | ドラフト3期 | 2018年12月8日 | DH                     | 第3回ドラフト会議 チームB 5位指名 元チームB（高橋朱里）研究生 元チームB（高橋朱里・岩立・浅井）                                    | -                |
| 太田有紀   | おおた ゆき       | 2004年3月27日（21歳）  | 神奈川県 | 17期        | 2024年3月17日 | DH                     | |                  |
| 佐藤綺星   | さとう あいり     | 2004年6月24日（21歳）  | 千葉県   | 17期        | 2024年3月17日 | DH                     | 姉は佐藤妃星（元AKB48・15期生） |                  |
| 橋本恵理子 | はしもと えりこ   | 2006年4月16日（19歳）  | 大阪府   | 17期        | 2024年3月17日 | DH                     | |                  |
| 畠山希美   | はたけやま のぞみ | 2008年1月25日（17歳）  | 埼玉県   | 17期        | 2024年3月17日 | DH                     | |                  |
| 平田侑希   | ひらた ゆき       | 2002年9月3日（22歳）   | 埼玉県   | 17期        | 2024年3月17日 | DH                     | |                  |
| 布袋百椛   | ほてい もか       | 2004年12月1日（20歳）  | 兵庫県   | 17期        | 2024年3月17日 | DH                     | |                  |
| 正鋳真優   | まさい まゆう     | 2005年3月1日（20歳）   | 埼玉県   | 17期        | 2024年3月17日 | DH                     | |                  |
| 水島美結   | みずしま みゆう   | 2003年11月12日（21歳） | 北海道   | 17期        | 2024年3月17日 | DH                     | |                  |
| 山﨑空     | やまざき そら     | 2004年5月13日（21歳）  | 東京都   | 17期        | 2024年3月17日 | DH                     | |                  |
| 秋山由奈   | あきやま ゆな     | 2005年12月12日（19歳） | 千葉県   | 18期        | 2025年4月2日  | DH                     | |                  |
| 新井彩永   | あらい さえ       | 2005年10月5日（19歳）  | 東京都   | 18期        | 2025年4月2日  | DH                     | |                  |
| 工藤華純   | くどう かすみ     | 2005年6月15日（20歳）  | 大分県   | 18期        | 2025年4月2日  | DH                     | |                  |
| 久保姫菜乃 | くぼ ひなの       | 2006年2月2日（19歳）   | 長野県   | 18期        | 2025年4月2日  | DH                     | |                  |
| 迫由芽実   | さこ ゆめみ       | 2006年2月5日（19歳）   | 埼玉県   | 18期        | 2025年4月2日  | DH                     | |                  |
| 成田香姫奈 | なりた こひな     | 2004年3月3日（21歳）   | 北海道   | 18期        | 2025年4月2日  | DH                     | 2025年8月8日から体調不良により活動休止                                                                                             |                  |
| 八木愛月   | やぎ あづき       | 2005年3月22日（20歳）  | 東京都   | 18期        | 2025年4月2日  | DH                     | |                  |
| 山口結愛   | やまぐち ゆい     | 2009年3月8日（16歳）   | 長崎県   | 18期        | 2025年4月2日  | DH                     | |                  |

### 研究生
| 名前       | よみ            | 生年月日              | 出身地   | 加入期 | 所属事務所 | 備考        |
| ---------- | --------------- | --------------------- | -------- | ------ | ---------- | ----------- |
| 伊藤百花   | いとう ももか   | 2003年12月6日（21歳） | 埼玉県   | 19期   | DH         |             |
| 奥本カイリ | おくもと かいり | 2007年1月27日（18歳） | 東京都   | 19期   | DH         |             |
| 川村結衣   | かわむら ゆい   | 2006年6月18日（19歳） | 北海道   | 19期   | DH         |             |
| 白鳥沙怜   | しらとり さり   | 2010年9月10日（14歳） | 東京都   | 19期   | DH         |             |
| 花田藍衣   | はなだ めい     | 2005年6月5日（20歳）  | 神奈川県 | 19期   | DH         |             |
| 大賀彩姫   | おおが さき     | 2006年5月16日（19歳） | 福島県   | 20期   | DH         |             |
| 近藤沙樹   | こんどう さき   | 2012年2月23日（13歳） | 愛知県   | 20期   | DH         | AKB48最年少 |
| 丸山ひなた | まるやま ひなた | 2008年7月11日（17歳） | 新潟県   | 20期   | DH         |             |

### 元メンバー

#### 元正規メンバー
| 名前         | よみ              | 生年月日               | 出身地   | 加入期      | 最終在籍日     | 最終所属 チーム | 現所属事務所                                          | 備考 | 総選挙 最高 順位 |
| ------------ | ----------------- | ---------------------- | -------- | ----------- | -------------- | --------------- | ----------------------------------------------------- | --- | ---------------- |
| 宇佐美友紀   | うさみ ゆき       | 1984年12月6日（40歳）  | 埼玉県   | 1期         | 2006年3月31日  | A               | プラスプラス                                          | 元チームA（初代） |                  |
| 上村彩子     | うえむら あやこ   | 1986年2月7日（39歳）   | 埼玉県   | 2期         | 2006年6月17日  | K               | キャトルステラ                                        | 脱退 元チームK（初代） |                  |
| 折井あゆみ   | おりい あゆみ     | 1985年7月20日（40歳）  | 長野県   | 1期         | 2007年1月25日  | A               | ステイラック                                          | 元チームA（初代） |                  |
| 高田彩奈     | たかだ あやな     | 1988年7月21日（37歳）  | 愛知県   | 2期         | 2007年6月22日  | K               | -                                                     | 元チームK（初代） 妹は高田志織（元SKE48） |                  |
| 今井優       | いまい ゆう       | 1985年4月17日（40歳）  | 埼玉県   | 2期         | 2007年6月22日  | K               | -                                                     | 元チームK（初代） 旧芸名：優（卒業後） 元ヴァーサタイルエンタテインメント所属 |                  |
| 星野みちる   | ほしの みちる     | 1985年11月19日（39歳） | 千葉県   | 1期         | 2007年6月26日  | A               | -                                                     | 元チームA（初代） 旧芸名：Michiru（卒業後） |                  |
| 渡邊志穂     | わたなべ しほ     | 1987年10月25日（37歳） | 兵庫県   | 1期         | 2007年10月2日  | B               | -                                                     | 元チームA（初代） 元チームB（初代） 現芸名：渡辺志穂 |                  |
| 増山加弥乃   | ますやま かやの   | 1994年2月10日（31歳）  | 東京都   | 1期         | 2007年11月30日 | A               | スターダストプロモーション                            | 元チームA（初代） 旧芸名：加弥乃（卒業後）、現芸名：中村加弥乃 |                  |
| 井上奈瑠     | いのうえ なる     | 1991年12月18日（33歳） | 大阪府   | 3期         | 2008年9月29日  | B               | -                                                     | 元チームB（初代） |                  |
| 大江朝美     | おおえ ともみ     | 1989年6月15日（36歳）  | 東京都   | 1期         | 2008年11月23日 | A               | -                                                     | 元チームA（初代） 旧芸名：夢朝千代→トモミ（卒業後）、現芸名：大江翔萌美 |                  |
| 駒谷仁美     | こまたに ひとみ   | 1988年12月16日（36歳） | 埼玉県   | 1期         | 2008年11月23日 | A               | サンミュージックブレーン                              | 元チームA（初代） 後にSDN48加入 |                  |
| 戸島花       | とじま はな       | 1988年7月11日（37歳）  | 埼玉県   | 1期         | 2008年11月23日 | A               | ドレスコード                                          | 元チームA（初代） 後にSDN48加入 |                  |
| 中西里菜     | なかにし りな     | 1988年6月26日（37歳）  | 大分県   | 1期         | 2008年11月23日 | A               | -                                                     | 元チームA（初代） |                  |
| 成田梨紗     | なりた りさ       | 1991年3月1日（34歳）   | 東京都   | 1期         | 2008年11月23日 | A               | -                                                     | 元チームA（初代） |                  |
| 野口玲菜     | のぐち れいな     | 1993年4月15日（32歳）  | 埼玉県   | 3期         | 2009年2月1日   | B               | -                                                     | 元チームB（初代） |                  |
| 松岡由紀     | まつおか ゆき     | 1987年10月7日（37歳）  | 神奈川県 | 3期         | 2009年2月1日   | B               | -                                                     | 元チームB（初代） 元オフィス斬所属 |                  |
| 川崎希       | かわさき のぞみ   | 1987年8月23日（37歳）  | 神奈川県 | 1期         | 2009年2月27日  | A               | アンティミンス                                        | 元チームA（初代） |                  |
| 早乙女美樹   | さおとめ みき     | 1991年6月22日（34歳）  | 栃木県   | 3期         | 2009年4月18日  | 研              | -                                                     | 元チームB（初代） 2009年1月25日降格 |                  |
| 大島麻衣     | おおしま まい     | 1987年9月11日（37歳）  | 千葉県   | 1期         | 2009年4月26日  | A               | ホリプロ                                              | 元チームA（初代） |                  |
| 早野薫       | はやの かおる     | 1992年12月12日（32歳） | 東京都   | 2期         | 2009年4月26日  | K               | -                                                     | 元チームK（初代） 旧芸名：早乃香織（卒業後） |                  |
| 成瀬理沙     | なるせ りさ       | 1993年8月13日（32歳）  | 埼玉県   | 4期         | 2009年5月24日  | K               | -                                                     | 元チームK（初代） |                  |
| 佐伯美香     | さえき みか       | 1989年10月29日（35歳） | 栃木県   | 4期         | 2009年8月23日  | B               | -                                                     | 元チームB（初代） 元バイトAKB48 バイトAKB契約満了後、AKS社員となる | -                |
| 大堀恵       | おおほり めぐみ   | 1983年8月25日（41歳）  | 千葉県   | 2期         | 2010年2月21日  | K               | -                                                     | SDN48へ移籍 元チームK（初代） 旧芸名：松嶋めぐみ・大堀めしべ | 24位             |
| 野呂佳代     | のろ かよ         | 1983年10月28日（41歳） | 東京都   | 2期         | 2010年2月21日  | K               | 太田プロダクション                                    | SDN48へ移籍 元チームK（初代） 旧芸名：朝倉佳代 | -                |
| 浦野一美     | うらの かずみ     | 1985年10月23日（39歳） | 埼玉県   | 1期         | 2010年4月16日  | B               | HIR                                                   | SDN48へ移籍 元チームA（初代） 元チームB（初代） 別名：CinDy | 17位             |
| 小原春香     | こはら はるか     | 1988年4月12日（37歳）  | 広島県   | 5期         | 2010年4月16日  | B               | Officeきゅるるん                                      | SDN48へ移籍 元チームB（初代） | -                |
| 佐藤由加理   | さとう ゆかり     | 1988年11月22日（36歳） | 静岡県   | 1期         | 2010年5月27日  | A               | -                                                     | SDN48へ移籍 元チームA（初代） | 15位             |
| 小野恵令奈   | おの えれな       | 1993年11月26日（31歳） | 東京都   | 2期         | 2010年9月27日  | K               | -                                                     | 元チームK（初代・秋元） | 11位             |
| 奥真奈美     | おく まなみ       | 1995年11月22日（29歳） | 東京都   | 2期         | 2011年6月19日  | B               | -                                                     | 元チームK（初代） 元チームB（柏木） | -                |
| 森杏奈       | もり あんな       | 1994年3月21日（31歳）  | 千葉県   | 9期         | 2011年9月2日   | 4               | -                                                     | 活動辞退 元チーム4（大場） 旧芸名：森あんな（辞退後） | -                |
| 平嶋夏海     | ひらじま なつみ   | 1992年5月28日（33歳）  | 東京都   | 1期         | 2012年2月5日   | B               | ワンエイトプロモーション                              | 活動辞退 元チームA（初代） 元チームB（柏木） | 26位             |
| 米沢瑠美     | よねざわ るみ     | 1991年6月6日（34歳）   | 埼玉県   | 3期         | 2012年2月5日   | K               | -                                                     | 活動辞退 元チームB（初代） 元チームK（秋元） | 22位             |
| 指原莉乃     | さしはら りの     | 1992年11月21日（32歳） | 大分県   | 5期         | 2012年6月16日  | A               | 太田プロダクション                                    | HKT48へ移籍 元チームB（初代） 元チームA（'10高橋） | 4位              |
| 前田敦子     | まえだ あつこ     | 1991年7月10日（34歳）  | 千葉県   | 1期         | 2012年8月27日  | A               | Office MAEDA ATSUKO                                   | 元チームA（初代・'10高橋） | 1位              |
| 光宗薫       | みつむね かおる   | 1993年4月26日（32歳）  | 大阪府   | 13期        | 2012年10月24日 | [ 注釈 44 ]     | イトーカンパニー                                      | 2012年8月24日に昇格発表 | -                |
| 多田愛佳     | おおた あいか     | 1994年12月8日（30歳）  | 埼玉県   | 3期         | 2012年10月31日 | A               | -                                                     | HKT48へ移籍 元チームB（初代） 元チームA（'10高橋） | 20位             |
| 仲川遥香     | なかがわ はるか   | 1992年2月10日（33歳）  | 東京都   | 3期         | 2012年10月31日 | A               | dentsu X entertainment                                | JKT48へ移籍 元チームB（初代） 元チームA（'10高橋） | 20位             |
| 佐藤夏希     | さとう なつき     | 1990年7月1日（35歳）   | 北海道   | 2期         | 2012年11月30日 | A               | -                                                     | 元チームK（初代） 元チームB（柏木） 元チームA（篠田） | -                |
| 増田有華     | ますだ ゆか       | 1991年8月3日（34歳）   | 大阪府   | 2期         | 2012年12月17日 | K               | フレイヴ エンターテインメント                         | 活動辞退 元チームB（柏木） 元チームK（初代・大島） | 20位             |
| 仲谷明香     | なかや さやか     | 1991年10月15日（33歳） | 岩手県   | 3期         | 2013年3月6日   | K               | ミシェルエンターテイメント                            | 元チームB（初代） 元チームA（'10高橋） 元チームK（大島） | 36位             |
| 仁藤萌乃     | にとう もえの     | 1992年7月22日（33歳）  | 東京都   | 5期         | 2013年4月28日  | A               | -                                                     | 元チームB（初代） 元チームK（秋元） 元チームA（篠田） 元almaのメンバー | 29位             |
| 石田安奈     | いしだ あんな     | 1996年5月27日（29歳）  | 愛知県   | -           | 2013年4月28日  | B               | -                                                     | 2012年11月1日から兼任解除までSKE48チームKII（初代）兼任 元チームB（梅田）兼任 | -                |
| 河西智美     | かさい ともみ     | 1991年11月16日（33歳） | 東京都   | 2期         | 2013年5月3日   | A               | ホリプロ                                              | 元チームK（初代） 元チームB（柏木） 元チームA（篠田） | 10位             |
| 宮澤佐江     | みやざわ さえ     | 1990年8月13日（35歳）  | 東京都   | 2期         | 2013年6月24日  | K               | ホリプロ                                              | 元チームK（初代・秋元・大島） 2012年11月1日にSNH48へ移籍 2013年4月28日から兼任解除までSNH48兼任 2014年4月24日付でSKE48チームS（宮澤）兼任                                                                  | 9位              |
| 小森美果     | こもり みか       | 1994年7月19日（31歳）  | 愛知県   | 7期         | 2013年7月7日   | B               | -                                                     | 元チームB（柏木・梅田） | 30位             |
| 中塚智実     | なかつか ともみ   | 1993年6月18日（32歳）  | 埼玉県   | 5期         | 2013年7月7日   | A               | De-PRO                                                | 元チームB（初代） 元チームK（秋元） 元チームA（篠田） | -                |
| 松原夏海     | まつばら なつみ   | 1990年6月19日（35歳）  | 福岡県   | 2期         | 2013年7月7日   | K               | -                                                     | 元チームA（'10高橋） 元チームK（初代・大島） | 30位             |
| 篠田麻里子   | しのだ まりこ     | 1986年3月11日（39歳）  | 福岡県   | 1.5期       | 2013年7月22日  | A               | -                                                     | 元チームA（初代・'10高橋・篠田） 元チームA（篠田）キャプテン | 3位              |
| 板野友美     | いたの ともみ     | 1991年7月3日（34歳）   | 神奈川県 | 1期         | 2013年8月27日  | K               | ホリプロ                                              | 元チームA（初代） 元チームK（秋元・大島） | 4位              |
| 秋元才加     | あきもと さやか   | 1988年7月26日（37歳）  | 千葉県   | 2期         | 2013年8月28日  | K               | -                                                     | 元チームK（初代・秋元・大島） 元チームK（秋元）キャプテン | 12位             |
| 仲俣汐里     | なかまた しおり   | 1992年7月25日（33歳）  | 東京都   | 10期        | 2013年9月23日  | A               | -                                                     | 元チーム4（大場） 元チームA（篠田・'13横山） | -                |
| 近野莉菜     | ちかの りな       | 1993年4月23日（32歳）  | 東京都   | 5期         | 2014年4月16日  | K               | -                                                     | JKT48へ移籍 元チームB（柏木） 元チームK（初代・大島） | -                |
| 佐藤すみれ   | さとう すみれ     | 1993年11月20日（31歳） | 埼玉県   | 7期         | 2014年4月21日  | A               | -                                                     | SKE48へ移籍 元チームB（柏木） 元チームA（篠田・'13横山） | 31位             |
| 市川美織     | いちかわ みおり   | 1994年2月12日（31歳）  | 埼玉県   | 10期        | 2014年4月23日  | B               | プロダクション尾木                                    | NMB48へ移籍 元チーム4（大場） 元チームB（梅田） 元NMB48チームN（初代）兼任 | 39位             |
| 梅田彩佳     | うめだ あやか     | 1989年1月3日（36歳）   | 福岡県   | 2期         | 2014年4月23日  | B               | TRUSTAR                                               | NMB48へ移籍 元チームK（初代・秋元） 元チームB（梅田） 元チームB（梅田）キャプテン | 16位             |
| 大場美奈     | おおば みな       | 1992年4月3日（33歳）   | 神奈川県 | 9期         | 2014年4月23日  | B               | -                                                     | SKE48へ移籍 元チーム4（大場） 元チーム4（大場）キャプテン 元チームB（梅田） 元SKE48チームKII（高柳）兼任                                                                                                   | 35位             |
| 藤江れいな   | ふじえ れいな     | 1994年2月1日（31歳）   | 千葉県   | 4期         | 2014年4月23日  | B               | イトーカンパニー                                      | NMB48へ移籍 元チームA（初代） 元チームK（秋元） 元チームB（梅田） | 32位             |
| 山内鈴蘭     | やまうち すずらん | 1994年12月8日（30歳）  | 千葉県   | 9期         | 2014年4月23日  | B               | ホリプロ                                              | SKE48へ移籍 元チーム4（大場） 元チームB（梅田） | 36位             |
| 大島優子     | おおしま ゆうこ   | 1988年10月17日（36歳） | 栃木県   | 2期         | 2014年6月9日   | K               | 太田プロダクション                                    | 元チームK（初代・秋元・大島） 元チームK（大島）キャプテン | 1位              |
| 奥洞千捺     | おくぼら ちなつ   | 1998年9月10日（26歳）  | 岐阜県   | -           | 2014年6月18日  | 8               | -                                                     | 元チーム8岐阜県（初代）代表 | -                |
| 佐藤亜美菜   | さとう あみな     | 1990年10月16日（34歳） | 東京都   | 4期         | 2014年6月29日  | K               | 大沢事務所                                            | 元チームA（初代） 元チームB（柏木） 元チームK（大島） | 8位              |
| 塚本まり子   | つかもと まりこ   | 1976年7月16日（49歳）  | 奈良県   | -           | 2014年9月1日   | [ 注釈 45 ]     | -                                                     | 大人AKB48として期間限定で活動（任期満了） | -                |
| 菊地あやか   | きくち あやか     | 1993年6月30日（32歳）  | 東京都   | 7期         | 2014年9月23日  | A               | -                                                     | 元3期生 元チームB（初代） 元チームK（秋元） 元チームA（篠田・'13横山） 旧芸名：菊地彩香 | 51位             |
| 野中美郷     | のなか みさと     | 1991年4月20日（34歳）  | 福岡県   | 6期         | 2014年9月23日  | B               | -                                                     | 元チームK（秋元） 元チームB（梅田） | -                |
| 片山陽加     | かたやま はるか   | 1990年5月10日（35歳）  | 愛知県   | 3期         | 2014年9月29日  | A               | -                                                     | 元チームB（初代・梅田） 元チームA（'10高橋・'14高橋） | 28位             |
| 髙島祐利奈   | たかしま ゆりな   | 1997年5月24日（28歳）  | 愛知県   | 13期        | 2014年12月27日 | 4               | -                                                     | 元チーム4（'13/'14峯岸） | -                |
| 森脇由衣     | もりわき ゆい     | 1998年2月28日（27歳）  | 福岡県   | -           | 2015年1月26日  | 8               | -                                                     | 元チーム8福岡県（初代）代表 星空☆彡DaySのメンバー | -                |
| 生駒里奈     | いこま りな       | 1995年12月29日（29歳） | 秋田県   | -           | 2015年5月14日  | B               | A.M.Entertainment                                     | 2014年4月24日から兼任解除まで乃木坂46兼任 元チームB（倉持）兼任 | 14位             |
| 小谷里歩     | こたに りほ       | 1994年8月24日（30歳）  | 京都府   | -           | 2015年5月28日  | 4               | -                                                     | 2012年11月1日から2013年5月27日までNMB48チームN（初代）兼任 元チームA（篠田）兼任 2014年4月24日から兼任解除までNMB48チームN（山本〈第1次〉）兼任 元チーム4（'14峯岸）兼任 旧芸名：三秋里歩（NMB48卒業後）   | 61位             |
| 古畑奈和     | ふるはた なお     | 1996年9月15日（28歳）  | 愛知県   | -           | 2015年5月29日  | A               | ゼスト                                                | 2013年4月28日から2014年4月23日までSKE48チームE（初代・松井）兼任 元チームK（大島）兼任 2014年4月24日から兼任解除までSKE48チームKII（古川・大場）兼任 元チームA（'14高橋）兼任                              | 55位             |
| 矢倉楓子     | やぐら ふうこ     | 1997年2月24日（28歳）  | 大阪府   | -           | 2015年5月29日  | A               | -                                                     | 2013年4月28日から兼任解除までNMB48チームM（初代・山田・藤江）兼任 元チームA（篠田・'13横山・'14高橋）兼任                                                                                                  | 41位             |
| 森川彩香     | もりかわ あやか   | 1996年3月24日（29歳）  | 埼玉県   | 11期        | 2015年5月30日  | A               | バリーHeaRTSエンターテイメント                        | 元チームA（篠田・'13横山・'14高橋） | -                |
| 鈴木紫帆里   | すずき しほり     | 1994年2月17日（31歳）  | 神奈川県 | 11期        | 2015年5月30日  | K               | -                                                     | 元7期生 元チームB（柏木） 元チームK（大島・横山） | -                |
| 川栄李奈     | かわえい りな     | 1995年2月12日（30歳）  | 神奈川県 | 11期        | 2015年8月4日   | A               | エイベックス・マネジメント                            | 元チーム4（大場） 元チームA（'13横山・'14高橋） | 16位             |
| 松井咲子     | まつい さきこ     | 1990年12月10日（34歳） | 埼玉県   | 7期         | 2015年8月9日   | A               | SOMEDAY                                               | 元チームK（秋元） 元チームA（篠田・'13横山・'14高橋） | 38位             |
| 橋本耀       | はしもと ひかり   | 1997年6月17日（28歳）  | 神奈川県 | 14期        | 2015年8月9日   | B               | -                                                     | 元チーム4（'13峯岸） 元チームB（倉持） | -                |
| 小林茉里奈   | こばやし まりな   | 1996年2月24日（29歳）  | 東京都   | 10期        | 2015年8月9日   | 4               | セント・フォース                                      | 元チームA（篠田・'13横山） 元チーム4（'14峯岸） | -                |
| 土保瑞希     | つちやす みずき   | 1996年10月5日（28歳）  | 大阪府   | 15期        | 2015年8月9日   | 4               | -                                                     | 元チーム4（'14峯岸） | -                |
| 前田美月     | まえだ みつき     | 1998年10月5日（26歳）  | 東京都   | 14期        | 2015年8月9日   | 4               | -                                                     | 元チーム4（'13/'14峯岸） 元オスカープロモーション所属 母は林（前田）浩実 | -                |
| 倉持明日香   | くらもち あすか   | 1989年9月11日（35歳）  | 神奈川県 | 4期         | 2015年8月17日  | B               | ワタナベエンターテインメント                          | 元チームK（初代・大島） 元チームA（'10高橋） 元チームB（倉持） 元チームB（倉持）キャプテン | 21位             |
| 北原里英     | きたはら りえ     | 1991年6月24日（34歳）  | 愛知県   | 5期         | 2015年8月26日  | K               | 太田プロダクション                                    | NGT48へ移籍 元チームA（初代） 元チームB（柏木） 元SKE48チームS（初代）兼任 元チームK（横山）副キャプテン 元チームK（大島・横山）                                                                           | 11位             |
| 内田眞由美   | うちだ まゆみ     | 1993年12月27日（31歳） | 東京都   | 5期         | 2015年10月25日 | B               | -                                                     | 元チームK（秋元・大島・横山） 元チームB（木﨑） | -                |
| 西山怜那     | にしやま れな     | 2001年1月14日（24歳）  | 青森県   | ドラフト1期 | 2015年12月23日 | A               | -                                                     | 第1回ドラフト会議 チームA 1位指名 元チームA（'14高橋・'15横山） | -                |
| 松井珠理奈   | まつい じゅりな   | 1997年3月8日（28歳）   | 愛知県   | -           | 2015年12月24日 | K               | -                                                     | 2012年3月24日から兼任解除までSKE48チームS（初代・中西・宮澤）兼任 元チームK（秋元・大島・横山・峯岸）兼任                                                                                                  | 4位              |
| 名取稚菜     | なとり わかな     | 1995年6月7日（30歳）   | 東京都   | 11期        | 2016年2月14日  | 4               | -                                                     | 元チームB（梅田・倉持） 元チーム4（高橋朱里） | -                |
| 内山奈月     | うちやま なつき   | 1995年9月25日（29歳）  | 神奈川県 | 14期        | 2016年2月21日  | B               | -                                                     | 元チーム4（'13峯岸） 元チームB（倉持） | 39位             |
| 小林香菜     | こばやし かな     | 1991年5月17日（34歳）  | 埼玉県   | 2期         | 2016年3月31日  | B               | プラチナムプロダクション                              | 元チームK（初代・大島・横山） 元チームB（木﨑） | 41位             |
| 藤村菜月     | ふじむら なつき   | 1997年5月25日（28歳）  | 愛知県   | -           | 2016年4月3日   | 8               | -                                                     | 元チーム8愛知県（初代）代表 | -                |
| 岩﨑萌花     | いわさき もえか   | 2000年4月24日（25歳）  | 長崎県   | -           | 2016年4月3日   | 8               | -                                                     | 元チーム8長崎県（初代）代表 | -                |
| 高橋みなみ   | たかはし みなみ   | 1991年4月8日（34歳）   | 東京都   | 1期         | 2016年4月8日   | A               | Mama&Son                                              | AKB48グループ（初代）総監督 元チームA（初代・'10高橋・篠田・'13横山・'14高橋） 元チームA（'10高橋・'14高橋）キャプテン                                                                                     | 4位              |
| 高城亜樹     | たかじょう あき   | 1991年10月3日（33歳）  | 東京都   | 6期         | 2016年5月1日   | K               | アイエス・フィールド                                  | 元チームA（初代・'10高橋） 元JKT48チームJ（初代） 元チームB（梅田・倉持） 元チームK（峯岸） 2013年4月28日兼任再加入                                                                                        | 12位             |
| 永尾まりや   | ながお まりや     | 1994年3月10日（31歳）  | 神奈川県 | 9期         | 2016年5月1日   | K               | アービング（業務提携）                                | 元チーム4（大場） 元チームK（大島・横山・峯岸） | 35位             |
| 山本亜依     | やまもと あい     | 1995年8月31日（29歳）  | 三重県   | -           | 2016年5月7日   | 8               | -                                                     | 元チーム8三重県（初代）代表 | -                |
| 岩田華怜     | いわた かれん     | 1998年5月13日（27歳）  | 宮城県   | 12期        | 2016年5月21日  | A               | -                                                     | 元チーム4（大場） チームA（篠田・'13横山・'14高橋・'15横山） | -                |
| 岩佐美咲     | いわさ みさき     | 1995年1月30日（30歳）  | 千葉県   | 7期         | 2016年5月21日  | B               | 長良プロダクション                                    | 元チームA（'10高橋） 元チームK（横山） 元チームB（梅田・木﨑） | 33位             |
| 山本彩       | やまもと さやか   | 1993年7月14日（32歳）  | 大阪府   | -           | 2016年5月26日  | K               | SYCompany                                             | 2014年4月24日から兼任解除までNMB48チームN（山本〈第1次〉）兼任 元チームK（横山・峯岸）兼任 | 6位              |
| 石田晴香     | いしだ はるか     | 1993年12月2日（31歳）  | 埼玉県   | 5期         | 2016年6月5日   | K               | ホリプロ                                              | 元チームB（柏木・梅田） 元チームK（横山・峯岸） | 27位             |
| 渡辺美優紀   | わたなべ みゆき   | 1993年9月19日（31歳）  | 奈良県   | -           | 2016年8月9日   | B               | -                                                     | NMB48卒業に伴う兼任終了 2012年3月24日から2014年4月23日までNMB48チームN（初代）兼任 元チームB（柏木・梅田）兼任 2015年9月1日から兼任終了までNMB48チームBII（上枝）兼任 元チームB（木﨑）兼任                | 12位             |
| 平田梨奈     | ひらた りな       | 1998年7月16日（27歳）  | 福岡県   | 12期        | 2016年8月24日  | A               | ダンドル                                              | 元チームK（大島） 元チームB（倉持） 元チームA（'15横山） | -                |
| 前田亜美     | まえだ あみ       | 1995年6月1日（30歳）   | 東京都   | 7期         | 2016年8月29日  | A               | オスカープロモーション                                | 元チームK（大島） 元チームA（'10高橋・'14高橋・'15横山） | 37位             |
| 北玲名       | きた れいな       | 1996年4月7日（29歳）   | 石川県   | -           | 2016年10月8日  | 8               | -                                                     | 元チーム8石川県（初代）代表 旧芸名：笠本玲名（卒業後） 元iDOL Street w-Street NAGOYA 元トヨタオフィス所属                                                                                                  | -                |
| 近藤萌恵里   | こんどう もえり   | 1997年4月25日（28歳）  | 長野県   | -           | 2016年10月8日  | 8               | -                                                     | 元チーム8長野県（初代）代表 | -                |
| 小笠原茉由   | おがさわら まゆ   | 1994年4月11日（31歳）  | 大阪府   | -           | 2016年12月24日 | A               | -                                                     | 元NMB48チームN（初代） 元チームB（倉持） 元チームA（'15横山） 2014年4月24日移籍加入 | 54位             |
| 島崎遥香     | しまざき はるか   | 1994年3月30日（31歳）  | 埼玉県   | 9期         | 2016年12月31日 | A               | ビッグアップル                                        | 元チーム4（大場） 元チームB（梅田） 元チームA（'14高橋・'15横山） | 7位              |
| 吉野未優     | よしの みゆ       | 2001年2月16日（24歳）  | 大分県   | -           | 2017年1月29日  | 8               | -                                                     | 元チーム8大分県（初代）代表 | -                |
| 大和田南那   | おおわだ なな     | 1999年9月15日（25歳）  | 千葉県   | 15期        | 2017年3月18日  | A               | OOOentertainment                                      | 元チームB（倉持） 元チームA（'15横山） | 62位             |
| 相笠萌       | あいがさ もえ     | 1998年4月6日（27歳）   | 神奈川県 | 13期        | 2017年3月21日  | K               | -                                                     | 元チーム4（'13峯岸） 元チームK（横山・峯岸） DANCE STYLE KIDSモデルの元3期生 J☆Dee'Zの元メンバー 元オフィスウォーカー所属 メタモル!!!の元プロデューサー兼メンバー 元レキシントンタレントマネジメント所属   | -                |
| 梅田綾乃     | うめた あやの     | 1999年3月20日（26歳）  | 東京都   | 13期        | 2017年3月22日  | B               | -                                                     | 元チーム4（'13峯岸） 元チームB（倉持・木﨑） 旧芸名：清水綾乃（卒業後） | -                |
| 西野未姫     | にしの みき       | 1999年4月4日（26歳）   | 静岡県   | 14期        | 2017年3月27日  | 4               | TWIN PLANET ENTERTAINMENT                             | 元チーム4（'13/'14峯岸・高橋朱里） | 61位             |
| 中村麻里子   | なかむら まりこ   | 1993年12月16日（31歳） | 千葉県   | 9期         | 2017年3月30日  | A               | -                                                     | 元チームA（'14高橋・'15横山）副キャプテン 元チーム4（大場） 元チームB（梅田） 元チームA（'14高橋・'15横山）                                                                                                | -                |
| 小嶋陽菜     | こじま はるな     | 1988年4月19日（37歳）  | 埼玉県   | 1期         | 2017年4月19日  | A               | Mama&Son                                              | 元チームB（梅田） 元チームA（初代・'10/'14高橋・'15横山） | 6位              |
| 中田ちさと   | なかた ちさと     | 1990年10月8日（34歳）  | 埼玉県   | 4期         | 2017年4月24日  | K               | -                                                     | 元チームA（初代・'10/'14高橋） 元チームK（大島・峯岸） 本名・旧芸名：中田千智 | 37位             |
| 福地礼奈     | ふくち れな       | 1996年5月2日（29歳）   | 佐賀県   | -           | 2017年5月13日  | 8               | -                                                     | 元チーム8佐賀県（初代）代表 | -                |
| 横島亜衿     | よこしま あえり   | 1999年12月17日（25歳） | 愛知県   | ドラフト1期 | 2017年6月5日   | B               | -                                                     | 第1回ドラフト会議 チームB 1位指名 元チームB（倉持・木﨑） | -                |
| 大島涼花     | おおしま りょうか | 1998年10月21日（26歳） | 神奈川県 | 13期        | 2017年6月8日   | B               | METEORA                                               | 元チームA（篠田・'13横山） 元チームB（倉持・木﨑） 元チームB（木﨑）副キャプテン | 32位             |
| 鈴木まりや   | すずき まりや     | 1991年4月29日（34歳）  | 埼玉県   | 7期         | 2017年6月10日  | K               | フレイヴ エンターテインメント                         | 元SNH48チームSII兼任 元チームB（柏木） 元チームA（篠田・'13横山） 元チームK（横山・峯岸） | -                |
| 岡田彩花     | おかだ あやか     | 1998年11月6日（26歳）  | 東京都   | 13期        | 2017年6月22日  | 4               | 松竹芸能                                              | 元チーム4（'13/'14峯岸・高橋朱里） SAISONの元メンバー | 57位             |
| 谷優里       | たに ゆうり       | 1999年7月19日（26歳）  | 広島県   | -           | 2017年6月24日  | 8               | -                                                     | 元チーム8広島県（初代）代表 アクターズスクール広島24期生 | -                |
| 伊豆田莉奈   | いずた りな       | 1995年11月26日（29歳） | 埼玉県   | 10期        | 2017年7月1日   | 4               | IC45 Entertainment                                    | BNK48へ移籍 元チームA（篠田・'13横山） 元チームB（倉持） 元チーム4（高橋朱里） | -                |
| 濵松里緒菜   | はままつ りおな   | 1995年7月28日（30歳）  | 徳島県   | -           | 2017年7月2日   | 8               | -                                                     | 元チーム8徳島県（初代）代表 PoshGirls-Jのメンバー | -                |
| 田名部生来   | たなべ みく       | 1992年12月2日（32歳）  | 滋賀県   | 3期         | 2017年7月23日  | B               | オムニア（業務提携）                                  | 元チームK（秋元） 元チームB（初代・梅田・倉持・木﨑） | 71位             |
| 阿部芽唯     | あべ めい         | 2001年2月9日（24歳）   | 島根県   | -           | 2017年8月20日  | 8               | -                                                     | 元チーム8島根県（初代）代表 | -                |
| 木﨑ゆりあ   | きざき ゆりあ     | 1996年2月11日（29歳）  | 愛知県   | -           | 2017年9月30日  | B               | am合同会社                                            | 元SKE48チームS（初代・中西） 元チーム4（'14峯岸） 元チームB（木﨑） 元チーム4（'14峯岸）副キャプテン 元チームB（木﨑）キャプテン 2014年4月24日移籍加入                                                     | 22位             |
| 島田晴香     | しまだ はるか     | 1992年12月16日（32歳） | 静岡県   | 9期         | 2017年11月13日 | K               | -                                                     | 元チーム4（大場） 元チームK（大島・横山・峯岸） 元チーム4（大場）キャプテン代行 元チームK（峯岸）副キャプテン                                                                                              | -                |
| 阿部マリア   | あべ マリア       | 1995年11月29日（29歳） | 神奈川県 | 10期        | 2017年11月30日 | K               | 隨身遊戲股份/麥卡貝網路電視                           | TPE48（現AKB48 Team TP）へ移籍 元チーム4（大場） 元チームK（大島・横山・峯岸） 現芸名：阿部瑪利亞 | -                |
| 渡辺麻友     | わたなべ まゆ     | 1994年3月26日（31歳）  | 埼玉県   | 3期         | 2017年12月31日 | B               | -                                                     | 元チームA（篠田・'13横山） 元チームB（初代・柏木・倉持・木﨑） | 1位              |
| 飯野雅       | いいの みやび     | 1997年9月29日（27歳）  | 東京都   | 15期        | 2018年1月22日  | 4               | -                                                     | 元チームA（'14高橋） 元チーム4（高橋朱里） 2014年4月14日仮研究生より研究生に昇格 元YMN所属 | -                |
| 舞木香純     | もうぎ かすみ     | 1997年4月28日（28歳）  | 福島県   | -           | 2018年2月18日  | 8               | C Channel                                             | 元チーム8福島県（初代）代表 | -                |
| 廣瀬なつき   | ひろせ なつき     | 1997年6月9日（28歳）   | 高知県   | -           | 2018年3月4日   | 8               | -                                                     | 元チーム8高知県（初代）代表 | -                |
| 白間美瑠     | しろま みる       | 1997年10月14日（27歳） | 大阪府   | -           | 2018年4月2日   | A               | Fcontinue                                             | 2015年9月1日から兼任解除までNMB48チームM（藤江・川上）兼任 元チームA（'15横山）兼任 | 12位             |
| 宮脇咲良     | みやわき さくら   | 1998年3月19日（27歳）  | 鹿児島県 | -           | 2018年4月2日   | A               | SOURCE MUSIC / A.M.Entertainment                      | 2014年4月24日から兼任解除までHKT48チームKIV（多田・本村）兼任 元チームA（'14高橋・'15横山）兼任 | 4位              |
| 兒玉遥       | こだま はるか     | 1996年9月19日（28歳）  | 福岡県   | -           | 2018年4月2日   | K               | エイベックス・アスナロ・カンパニー                    | 2013年4月28日から兼任解除までHKT48チームH（初代・穴井・松岡）兼任 元チームA（篠田・'13横山）兼任 元チームK（横山・峯岸）兼任                                                                               | 9位              |
| 矢吹奈子     | やぶき なこ       | 2001年6月18日（24歳）  | 東京都   | -           | 2018年4月2日   | B               | TWIN PLANET ENTERTAINMENT                             | 2015年9月1日から兼任解除までHKT48チームH（穴井・松岡）兼任 元チームB（木﨑）兼任 | 28位             |
| 北川綾巴     | きたがわ りょうは | 1998年10月9日（26歳）  | 愛知県   | -           | 2018年4月2日   | 4               | -                                                     | 2015年9月1日から兼任解除までSKE48チームS（宮澤・矢方・北川）兼任 元チーム4（高橋朱里）兼任 | 64位             |
| 渋谷凪咲     | しぶや なぎさ     | 1996年8月25日（28歳）  | 大阪府   | -           | 2018年4月2日   | 4               | Showtitle                                             | 2014年4月24日から2016年12月31日までNMB48チームBII（上枝） 2017年1月1日から兼任解除までNMB48チームM（川上）兼任 元チーム4（'14峯岸・高橋朱里）兼任                                                          | 56位             |
| 朝長美桜     | ともなが みお     | 1998年5月17日（27歳）  | 福岡県   | -           | 2018年4月2日   | 4               | TWIN PLANET ENTERTAINMENT                             | 2014年4月24日から兼任解除までHKT48チームKIV（多田・本村）兼任 元チームB（倉持）兼任 元チーム4（高橋朱里）兼任                                                                                              | 21位             |
| 早坂つむぎ   | はやさか つむぎ   | 2001年5月12日（24歳）  | 山形県   | -           | 2018年4月20日  | 8               | -                                                     | 元チーム8山形県（初代）代表 ザ・コインロッカーズの元メンバー | -                |
| 下青木香鈴   | しもあおき かりん | 2000年10月28日（24歳） | 鹿児島県 | -           | 2018年8月10日  | 8/A             | -                                                     | 元チーム8鹿児島県（初代）代表 元チームA（岡部）兼任 | -                |
| 小嶋菜月     | こじま なつき     | 1995年3月8日（30歳）   | 千葉県   | 11期        | 2018年8月12日  | A               | -                                                     | 元チームA（'14高橋・'15横山） 元チームB（梅田） | -                |
| 田野優花     | たの ゆうか       | 1997年3月7日（28歳）   | 東京都   | 12期        | 2018年8月12日  | K               | ワイケーエージェント                                  | 元チーム4（大場） 元チームA（篠田・'13横山） 元チームK（横山・峯岸） | 38位             |
| 谷口もか     | やぐち もか       | 2001年5月28日（24歳）  | 宮崎県   | -           | 2018年11月4日  | 8/K             | -                                                     | 元チーム8宮崎県（初代）代表 元チームK（込山）兼任 | -                |
| 大川莉央     | おおかわ りお     | 2001年3月1日（24歳）   | 東京都   | 15期        | 2018年12月3日  | 4               | サンテックピーイー                                    | 元チーム4（'14峯岸・高橋朱里・村山） 2013年10月28日仮研究生より研究生に昇格 アフィシャナドゥの元メンバー                                                                                                   | -                |
| 藤田奈那     | ふじた なな       | 1996年12月28日（28歳） | 東京都   | 10期        | 2019年1月7日   | K               | ACT JP エンターテイメント                             | 元チームA（'14高橋） 元チームK（大島・峯岸・込山） | -                |
| 長久玲奈     | ちょう くれな     | 2000年5月11日（25歳）  | 福井県   | -           | 2019年2月2日   | 8/A             | TWIN PLANET ENTERTAINMENT                             | 元チーム8福井県（初代）代表 元チームA（岡部）兼任 2winkle winkのメンバー | -                |
| 田屋美咲     | たや みさき       | 2004年7月14日（21歳）  | 東京都   | 16期        | 2019年4月7日   | 4               | -                                                     | 元チーム4（村山） | -                |
| 野田陽菜乃   | のだ ひなの       | 2004年2月15日（21歳）  | 三重県   | -           | 2019年5月5日   | 8/4             | -                                                     | 元チーム8三重県（2代目）代表 元チーム4（村山）兼任 2016年6月25日加入 iCON!のメンバー | -                |
| 野澤玲奈     | のざわ れな       | 1998年5月6日（27歳）   | 東京都   | -           | 2019年5月6日   | K               | -                                                     | 元JKT48チームJ（初代）兼任（JKT48 1期生） 元チームK（大島・込山） 元チームB（倉持） 元チーム4（高橋朱里） 2013年6月18日兼任加入 2014年4月24日移籍                                                          | -                |
| 高橋朱里     | たかはし じゅり   | 1997年10月3日（27歳）  | 茨城県   | 12期        | 2019年5月6日   | B               | -                                                     | 元チーム4（大場・高橋朱里） 元チームA（篠田・'13横山） 元チームB（倉持・高橋朱里） 元チーム4（高橋朱里）キャプテン 元チームB（高橋朱里）キャプテン                                                         | 11位             |
| 竹内美宥     | たけうち みゆ     | 1996年1月12日（29歳）  | 東京都   | 9期         | 2019年5月6日   | B               | -                                                     | 元チーム4（大場） 元チームB（梅田・倉持・木﨑・高橋朱里） | -                |
| 小嶋真子     | こじま まこ       | 1997年5月30日（28歳）  | 東京都   | 14期        | 2019年5月12日  | K               | サンミュージックプロダクション                        | 元チーム4（'13峯岸・高橋朱里） 元チームK（横山・込山） | 19位             |
| 横道侑里     | よこみち ゆり     | 2000年10月23日（24歳） | 静岡県   | -           | 2019年5月18日  | 8/K             | -                                                     | 元チーム8静岡県（初代）代表 元チームK（込山）兼任 | -                |
| 人見古都音   | ひとみ ことね     | 2001年1月19日（24歳）  | 岡山県   | -           | 2019年5月20日  | 8/A             | LUGZ ENTERTAINMENT                                    | 元チーム8岡山県（初代）代表 元チームA（岡部）兼任 | -                |
| 中野郁海     | なかの いくみ     | 2000年8月20日（25歳）  | 鳥取県   | -           | 2019年5月30日  | 8/K             | アリゲーター                                          | 元チーム8鳥取県（初代）代表 元チームK（峯岸・込山）兼任 | 85位             |
| 谷川聖       | たにかわ ひじり   | 2000年12月26日（24歳） | 秋田県   | -           | 2019年5月31日  | 8/A             | -                                                     | 元チーム8秋田県（初代）代表 元チームA（岡部）兼任 | 96位             |
| 佐藤栞       | さとう しおり     | 1998年2月3日（27歳）   | 新潟県   | -           | 2019年6月8日   | 8/B             | -                                                     | 元チーム8新潟県（初代）代表 元チームB（高橋朱里・岩立）兼任 「刹那的アナスタシア」プロデューサー兼メンバー 「かすみ草とステラ」プロデューサー 2025年4月8日から「煌めき☆アンフォレント」に加入              | -                |
| 山田菜々美   | やまだ ななみ     | 1999年2月9日（26歳）   | 兵庫県   | -           | 2019年6月22日  | 8/K             | -                                                     | 元チーム8兵庫県（初代）代表 元チームA（'15横山）兼任 元チームK（込山）兼任 | 95位             |
| 伊藤きらら   | いとう きらら     | 2004年5月19日（21歳）  | 福島県   | -           | 2019年8月12日  | 8               | -                                                     | 元チーム8福島県（2代目）代表 | -                |
| 後藤萌咲     | ごとう もえ       | 2001年5月20日（24歳）  | 愛知県   | ドラフト1期 | 2019年8月13日  | A               | mewgull                                               | 第1回ドラフト会議 チームK 1位指名 元チームK（大島・横山） 元チームB（木﨑） 元チームA（岡部） | 65位             |
| 佐藤七海     | さとう ななみ     | 2000年1月19日（25歳）  | 岩手県   | -           | 2019年9月30日  | 8/4             | プロモーションアトラクト                              | 元チーム8岩手県（初代）代表 元チーム4（村山）兼任 元フィット所属 | -                |
| 寺田美咲     | てらだ みさき     | 1999年12月28日（25歳） | 長崎県   | -           | 2019年10月22日 | 8/K             | -                                                     | 元チーム8長崎県（2代目）代表 元チームK（込山）兼任 | -                |
| 樋渡結依     | ひわたし ゆい     | 2000年4月30日（25歳）  | 埼玉県   | ドラフト2期 | 2019年11月28日 | B               | スペースクラフト                                      | 第2回ドラフト会議 チームA 1位指名 元チームA（'15横山）研究生 元チームA（'15横山） 元チームB（高橋朱里・岩立）                                                                                              | 73位             |
| 太田奈緒     | おおた なお       | 1994年12月5日（30歳）  | 京都府   | -           | 2019年12月20日 | 8/B             | -                                                     | 元チーム8京都府（初代）代表 元チームB（高橋朱里・岩立）兼任 | 62位             |
| 矢作萌夏     | やはぎ もえか     | 2002年7月5日（23歳）   | 埼玉県   | ドラフト3期 | 2020年2月4日   | K               | -                                                     | 第3回ドラフト会議 チームK 1位指名 元チームK（込山）研究生 元チームK（込山） 姉は矢作有紀奈（元SKE48） | -                |
| 山本瑠香     | やまもと るか     | 2000年10月10日（24歳） | 和歌山県 | -           | 2020年6月28日  | 8/B             | セント・フォース                                      | 元チーム8和歌山県（初代）代表 元チームB（高橋朱里・岩立）兼任 「ミス関学2020」グランプリ受賞（卒業後） | -                |
| 川本紗矢     | かわもと さや     | 1998年8月31日（26歳）  | 北海道   | ドラフト1期 | 2020年8月31日  | 4               | A-music                                               | 第1回ドラフト会議 チームB 2位指名 元チームB（梅田・倉持） 元チーム4（高橋朱里・村山） 元JKT48チームT（アヤナ）短期留学生                                                                                   | 27位             |
| 布谷梨琉     | ぬのや りる       | 2003年2月14日（22歳）  | 秋田県   | -           | 2020年9月24日  | 8               | -                                                     | 元チーム8秋田県（2代目）代表 | -                |
| 井上美優     | いのうえ みゆう   | 2001年9月19日（23歳）  | 岩手県   | -           | 2020年9月24日  | 8               | -                                                     | 元チーム8岩手県（2代目）代表 | -                |
| 塩原香凜     | しおばら かりん   | 2005年3月27日（20歳）  | 新潟県   | -           | 2020年9月24日  | 8               | -                                                     | 元チーム8新潟県（2代目）代表 | -                |
| 達家真姫宝   | たつや まきほ     | 2001年10月19日（23歳） | 東京都   | 15期        | 2020年12月11日 | 4               | LimeLight                                             | 元チームA（'14高橋） 元チームB（木﨑） 元チーム4（高橋朱里・村山） 2013年10月28日仮研究生より研究生に昇格                                                                                                  | -                |
| 立仙愛理     | りっせん あいり   | 1999年3月18日（26歳）  | 高知県   | -           | 2021年2月28日  | 8               | -                                                     | 元チーム8高知県（2代目）代表 はちきんガールズの元メンバー 妹は立仙百佳（元STU48） | -                |
| 長谷川百々花 | はせがわ ももか   | 2006年12月14日（18歳） | 福島県   | -           | 2021年3月26日  | 8               | Mama&Son                                              | 元チーム8福島県（3代目）代表 | -                |
| 佐藤朱       | さとう あかり     | 1996年11月9日（28歳）  | 宮城県   | -           | 2021年3月29日  | 8/B             | -                                                     | 東北放送アナウンサー 元チーム8宮城県（初代）代表 元チームB（高橋朱里・岩立）兼任 | 118位            |
| 前田彩佳     | まえだ あやか     | 2000年12月18日（24歳） | 神奈川県 | 16期        | 2021年3月31日  | A               | -                                                     | 元チームA（岡部） ビビッと!バビディブ〜の元メンバー パラディークの元メンバー | -                |
| 松村美紅     | まつむら みく     | 2004年2月7日（21歳）   | 三重県   | -           | 2021年4月30日  | 8               | -                                                     | 元チーム8三重県（3代目）代表 | -                |
| 本田そら     | ほんだ そら       | 1999年2月26日（26歳）  | 熊本県   | ドラフト3期 | 2021年5月27日  | A               | -                                                     | 第3回ドラフト会議 チームA 2位指名 元チームA（岡部） | -                |
| 峯岸みなみ   | みねぎし みなみ   | 1992年11月15日（32歳） | 東京都   | 1期         | 2021年5月29日  | K               | Mama&Son                                              | 元チームA（初代） 元チームB（梅田） 元チーム4（'13/'14峯岸） 元チームK（秋元・峯岸・込山） 元チーム4（'13/'14峯岸）キャプテン 元チームK（峯岸）キャプテン 2013年2月に研究生に降格                          | 14位             |
| 蒲地志奈     | かまち ゆきな     | 2000年1月22日（25歳）  | 岡山県   | -           | 2021年6月30日  | 8               | -                                                     | 元チーム8岡山県（2代目）代表 | -                |
| 宮里莉羅     | みやざと りら     | 2002年3月30日（23歳）  | 沖縄県   | -           | 2021年7月28日  | 8/4             | -                                                     | 元チーム8沖縄県（初代）代表 元チーム4（村山）兼任 | -                |
| 尾上美月     | おのうえ みづき   | 2000年5月22日（25歳）  | 長崎県   | -           | 2021年7月31日  | 8               | UUUM                                                  | 元チーム8長崎県（3代目）代表 すべての瞬間は君だった。のメンバー | -                |
| 鈴木優香     | すずき ゆうか     | 2000年8月15日（25歳）  | 静岡県   | -           | 2021年9月28日  | 8               | LIBERA                                                | 元チーム8静岡県（2代目）代表 | -                |
| 本間麻衣     | ほんま まい       | 2002年9月6日（22歳）   | 東京都   | 16期        | 2021年10月1日  | 4               | -                                                     | 元チーム4（村山）研究生 元チーム4（村山） | -                |
| 春本ゆき     | はるもと ゆき     | 1999年12月24日（25歳） | 徳島県   | -           | 2021年10月24日 | 8/K             | -                                                     | 元チーム8徳島県（2代目）代表 元チームK（込山）兼任 | -                |
| 横山結衣     | よこやま ゆい     | 2001年2月22日（24歳）  | 青森県   | -           | 2021年11月30日 | 8/K             | 充s                                                   | 元チーム8青森県（初代）代表 元チームK（込山）兼任 | -                |
| 横山由依     | よこやま ゆい     | 1992年12月8日（32歳）  | 京都府   | 9期         | 2021年12月9日  | A               | 太田プロダクション                                    | AKB48グループ（2代目）総監督 元チームK（秋元・横山） 元チームA（篠田・'13/'15横山・岡部） 元チームA（'13/'15横山）キャプテン 元チームK（横山）キャプテン 元NMB48チームN（初代）兼任                        | 06位             |
| 大家志津香   | おおや しづか     | 1991年12月28日（33歳） | 福岡県   | 4期         | 2021年12月29日 | B               | ワタナベエンターテインメント                          | 元チームA（'10高橋・'15横山） 元チームB（梅田・倉持・高橋朱里・岩立） 元チームB（倉持）副キャプテン | 29位             |
| 加藤玲奈     | かとう れな       | 1997年7月10日（28歳）  | 千葉県   | 10期        | 2022年2月20日  | A               | Mama&Son                                              | 元チーム4（大場・'14峯岸） 元チームB（梅田・木﨑） 元チームA（岡部） | 21位             |
| 田北香世子   | たきた かよこ     | 1997年2月13日（28歳）  | 千葉県   | ドラフト1期 | 2022年2月27日  | B               | プリュ                                                | 第1回ドラフト会議 チームA 2位指名 元チームA（'13横山・'14高橋・'15横山） 元チームB（高橋朱里・岩立） BLACK PRINCESSのメンバー Loulouchouchouのプロデューサー兼メンバー                                     | -                |
| 入山杏奈     | いりやま あんな   | 1995年12月3日（29歳）  | 千葉県   | 10期        | 2022年3月17日  | A               | 太田プロダクション                                    | 元チーム4（大場） 元チームA（篠田・'13横山・'14高橋・'15横山・岡部） | 18位             |
| 古川夏凪     | ふるかわ なづな   | 2003年8月21日（21歳）  | 北海道   | ドラフト3期 | 2022年3月21日  | A               | -                                                     | 第3回ドラフト会議 チームA 3位指名 元チームA（岡部）研究生 元チームA（岡部） | -                |
| 蔵本美結     | くらもと みゆう   | 2001年5月21日（24歳）  | 埼玉県   | ドラフト3期 | 2022年3月23日  | 4               | ワイケーエージェント                                  | 第3回ドラフト会議 チーム4 4位指名 元チーム4（村山）研究生 元チーム4（村山） | -                |
| 奥本陽菜     | おくもと ひなの   | 2003年10月9日（21歳）  | 広島県   | -           | 2022年3月24日  | 8/A             | -                                                     | 元チーム8広島県（2代目）代表 チームA（岡部）兼任 | -                |
| 安田叶       | やすだ かな       | 2002年3月11日（23歳）  | 埼玉県   | 16期        | 2022年3月25日  | K               | -                                                     | 元チームK（込山） | -                |
| 久保怜音     | くぼ さとね       | 2003年11月20日（21歳） | 神奈川県 | ドラフト2期 | 2022年3月28日  | B               | -                                                     | 第2回ドラフト会議 チームK 2位指名 元チームK（峯岸）研究生 元チームK（峯岸） 元チームB（高橋朱里・岩立） | 47位             |
| 西川怜       | にしかわ れい     | 2003年10月25日（21歳） | 東京都   | ドラフト2期 | 2022年3月30日  | A               | -                                                     | 第2回ドラフト会議 チームB 2位指名 元チームB（木﨑）研究生 元チームB（木﨑） 元チームA（岡部） | -                |
| 宮崎美穂     | みやざき みほ     | 1993年7月30日（32歳）  | 東京都   | 5期         | 2022年4月15日  | A               | ホリプロ                                              | 元チームB（柏木） 元チームK（大島・横山） 元チームA（初代・'15横山・岡部） | 18位             |
| 福留光帆     | ふくとめ みつほ   | 2003年10月22日（21歳） | 兵庫県   | -           | 2022年7月31日  | 8/B             | プライム スペースクラフト・エージェンシー（業務提携） | 元チーム8兵庫県（2代目）代表 元チームB（浅井）兼任 | -                |
| 御供茉白     | みとも ましろ     | 2005年11月25日（19歳） | 山形県   | -           | 2022年12月24日 | 8/A             | -                                                     | 元チーム8山形県（2代目）代表 元チームA（向井地）兼任 | -                |
| 稲垣香織     | いながき かおり   | 1997年10月31日（27歳） | 岡山県   | 16期        | 2022年12月27日 | B               | -                                                     | 元チーム4（村山） 元チームB（浅井） | -                |
| 武藤十夢     | むとう とむ       | 1994年11月25日（30歳） | 東京都   | 12期        | 2023年3月8日   | K               | FIRST AGENT                                           | 元チームA（'14高橋） 元チームK（大島・峯岸・込山・田口） 妹は武藤小麟（16期生） | 07位             |
| 永野恵       | ながの めぐみ     | 2004年3月22日（21歳）  | 神奈川県 | ドラフト3期 | 2023年3月22日  | B               | -                                                     | 第3回ドラフト会議 チームK 6位指名 元チームK（込山）研究生 元チームK（込山） 元チームB（浅井） | -                |
| 岡田奈々     | おかだ なな       | 1997年11月7日（27歳）  | 神奈川県 | 14期        | 2023年4月2日   | A               | エイベックス・アスナロ・カンパニー                    | 元チーム4（'13/'14峯岸・高橋朱里・村山） 元チーム4（高橋朱里）副キャプテン 元チームA（向井地） 元STU48キャプテン 元STU48兼任                                                                               | 05位             |
| 平野ひかる   | ひらの ひかる     | 2003年1月29日（22歳）  | 石川県   | -           | 2023年4月30日  | 8/B             | -                                                     | 元チーム8石川県（2代目）代表 元チーム4（村山）兼任 元チームB（浅井）兼任 | -                |
| 濵咲友菜     | はま さゆな       | 2001年8月20日（24歳）  | 滋賀県   | -           | 2023年4月30日  | 8/K             | スペースクラフト・エージェンシー                      | 元チーム8滋賀県（初代）代表 元チーム4（村山）兼任 元チームK（田口）兼任 | -                |
| 藤園麗       | ふじぞの れい     | 2005年1月18日（20歳）  | 鹿児島県 | -           | 2023年5月17日  | B               | アイ・エヌ・ジー                                      | 元チーム8鹿児島県代表（2代目） 元チームB（浅井）兼任 元チームB（浅井） | -                |
| 小林蘭       | こばやし らん     | 2003年10月7日（21歳）  | 大阪府   | ドラフト3期 | 2023年5月21日  | K               | -                                                     | 第3回ドラフト会議 チームK 4位指名 元チームK（込山）研究生 元チームK（込山・田口） アモレカリーナ大阪の元メンバー 元グッドチョイスエンタテインメント所属 Nü FEEL.のメンバー                                 | -                |
| 服部有菜     | はっとり ゆうな   | 2001年3月30日（24歳）  | 岐阜県   | -           | 2023年5月31日  | K               | -                                                     | 元チーム8岐阜県代表（2代目） 元チームB（高橋朱里・岩立）兼任 元チームK（田口）兼任 元チームK（田口） | -                |
| 歌田初夏     | うただ はつか     | 2002年7月8日（23歳）   | 愛知県   | -           | 2023年7月30日  | 4               | -                                                     | 元チーム8愛知県（2代目）代表 元チーム4（村山・倉野尾）兼任 元チーム4（倉野尾） | -                |
| 左伴彩佳     | ひだりとも あやか | 1998年7月29日（27歳）  | 山梨県   | -           | 2023年7月31日  | B               | MR8                                                   | 元チーム8山梨県（初代）代表 元チームK（込山）兼任 元チームB（浅井）兼任 元チームB（浅井） | -                |
| 清水麻璃亜   | しみず まりあ     | 1997年9月29日（27歳）  | 群馬県   | -           | 2023年8月1日   | A               | ワイケーエージェント                                  | 元チーム8群馬県（初代）代表 元チームB（高橋朱里・岩立）兼任 元チームA（向井地）兼任 元チームA（向井地） | -                |
| 坂口渚沙     | さかぐち なぎさ   | 2000年12月23日（24歳） | 北海道   | -           | 2023年8月5日   | B               | Sizuk Entertainment                                   | 元チーム8北海道（初代）代表 元チームB（木﨑・浅井）兼任 元チーム4（村山）兼任 元チームB（浅井） LarmeRのメンバー                                                                                           | 47位             |
| 石綿星南     | いしわた せな     | 2002年2月22日（23歳）  | 神奈川県 | ドラフト3期 | 2023年8月7日   | B               | -                                                     | 第3回ドラフト会議 チーム4 1位指名 元チーム4（村山）研究生 元チーム4（村山） 元チームB（浅井） | -                |
| 川原美咲     | かわはら みさき   | 2002年4月3日（23歳）   | 佐賀県   | -           | 2023年8月11日  | 4               | AJ Executive                                          | 元チーム8佐賀県（2代目）代表 元チームB（高橋朱里・岩立）兼任 元チーム4（倉野尾）兼任 元チーム4（倉野尾）                                                                                                   | -                |
| 髙橋彩香     | たかはし さやか   | 2001年11月22日（23歳） | 長野県   | -           | 2023年8月17日  | A               | ZETT                                                  | 元チーム8長野県（2代目）代表 元チーム4（村山）兼任 元チームA（向井地）兼任 元チームA（向井地） | -                |
| 大森美優     | おおもり みゆう   | 1998年9月3日（26歳）   | 神奈川県 | 12期        | 2023年8月21日  | 4               | -                                                     | 元チームB（梅田） 元チーム4（'14峯岸・高橋朱里・村山・倉野尾） | 67位             |
| 吉川七瀬     | よしかわ ななせ   | 1998年7月21日（27歳）  | 千葉県   | -           | 2023年8月24日  | 4               | セント・フォース                                      | 元チーム8千葉県（初代）代表 元チームB（高橋朱里・岩立）兼任 元チーム4（倉野尾）兼任 元チーム4（倉野尾） | -                |
| 中西智代梨   | なかにし ちより   | 1995年5月12日（30歳）  | 福岡県   | -           | 2023年8月28日  | A               | TRUSTAR                                               | 元HKT48チームH（初代・HKT48 1期生） 元チームA（'14高橋・'15横山・向井地） 元チームB（高橋朱里・岩立） 2014年4月24日移籍加入                                                                                | 91位             |
| 高岡薫       | たかおか かおる   | 2000年11月29日（24歳） | 愛媛県   | -           | 2023年8月29日  | 4               | R-UP                                                  | 元チーム8愛媛県（初代）代表 元チーム4（村山・倉野尾）兼任 元チーム4（倉野尾） | -                |
| 市川愛美     | いちかわ まなみ   | 1999年8月26日（25歳）  | 東京都   | 15期        | 2023年8月31日  | K               | -                                                     | 元チームA（'14高橋） 元チームK（峯岸・込山・田口） | 115位            |
| 北澤早紀     | きたざわ さき     | 1997年6月5日（28歳）   | 千葉県   | 13期        | 2023年9月5日   | B               | トキエンタテインメント                                | 元チーム4（'13/'14峯岸・高橋朱里） 元チームB（高橋朱里・岩立・浅井） | -                |
| 奥原妃奈子   | おくはら ひなこ   | 2003年11月18日（21歳） | 島根県   | -           | 2023年9月8日   | K               | -                                                     | 元チーム8島根県（2代目）代表 元チームB（高橋朱里・岩立）兼任 元チームK（田口）兼任 元チームK（田口） | -                |
| 多田京加     | ただ きょうか     | 1999年8月19日（26歳）  | 福井県   | ドラフト3期 | 2023年9月10日  | 4               | -                                                     | 第3回ドラフト会議 チーム4 3位指名 元チーム4（村山）研究生 元チーム4（村山・倉野尾） | -                |
| 道枝咲       | みちえだ さき     | 2003年12月20日（21歳） | 神奈川県 | 16期        | 2023年9月14日  | A               | アステールオフィス                                    | 元チームA（岡部）研究生 元チームA（岡部・向井地） | -                |
| 佐藤妃星     | さとう きあら     | 2000年8月11日（25歳）  | 千葉県   | 15期        | 2023年9月17日  | 4               | クロコダイル                                          | 元チーム4（'14峯岸・高橋朱里・村山・倉野尾） 妹は佐藤綺星（17期生） | -                |
| 吉田華恋     | よしだ かれん     | 2002年8月27日（22歳）  | 福岡県   | -           | 2023年10月1日  | 4               | -                                                     | 元チーム8福岡県（2代目）代表 元チームA（岡部）兼任 元チーム4（倉野尾）兼任 元チーム4（倉野尾） | -                |
| 上見天乃     | うえみ そらの     | 2001年7月15日（24歳）  | 宮崎県   | -           | 2023年10月14日 | K               | -                                                     | 元チーム8宮崎県（2代目）代表 元チームK（田口）兼任 元チームK（田口） | -                |
| 山邊歩夢     | やまべ あゆ       | 2002年2月3日（23歳）   | 千葉県   | ドラフト2期 | 2023年10月28日 | -               | -                                                     | 第2回ドラフト会議 チームB 3位指名 元チームB（木﨑）研究生 元チームB（木﨑・高橋朱里・岩立） 元チームK（田口） アモレカリーナの元メンバー 元グッドチョイスエンタテインメント所属 姉は山邊未夢（東京女子流） | -                |
| 湯本亜美     | ゆもと あみ       | 1997年10月3日（27歳）  | 埼玉県   | 15期        | 2023年10月30日 | -               | style office                                          | 元チームK（横山・峯岸・込山・田口） | -                |
| 岡田梨奈     | おかだ りな       | 1999年7月27日（26歳）  | 埼玉県   | ドラフト3期 | 2023年10月31日 | -               | -                                                     | 第3回ドラフト会議 チームK 5位指名 元チームK（込山）研究生 元チームK（込山） 元チーム4（倉野尾） | -                |
| 山田杏華     | やまだ きょうか   | 2002年11月3日（22歳）  | 大分県   | -           | 2023年12月26日 | -               | ミシェルエンターテイメント                            | 元チーム8大分県（2代目）代表 元チームK（込山）兼任 元チームB（浅井）兼任 元チームB（浅井） | -                |
| 吉橋柚花     | よしはし ゆずか   | 1999年12月29日（25歳） | 千葉県   | ドラフト3期 | 2023年12月29日 | -               | -                                                     | 第3回ドラフト会議 チーム4 2位指名 元チーム4（村山）研究生 元チーム4（村山） 元チームA（向井地） | -                |
| 齋藤陽菜     | さいとう はるな   | 2004年5月24日（21歳）  | 栃木県   | ドラフト3期 | 2024年1月10日  | -               | -                                                     | 第3回ドラフト会議 チームB 1位指名 元チームB（高橋朱里・岩立）研究生 元チームB（岩立） 元チームA（向井地）                                                                                                  | -                |
| 茂木忍       | もぎ しのぶ       | 1997年2月16日（28歳）  | 千葉県   | 13期        | 2024年1月19日  | -               | -                                                     | 元チーム4（'13/'14峯岸） 元チームK（峯岸・込山・田口） | 47位             |
| 大竹ひとみ   | おおたけ ひとみ   | 1999年6月27日（26歳）  | 千葉県   | ドラフト3期 | 2024年1月21日  | -               | insieme                                               | 第3回ドラフト会議 チームB 4位指名 元チームB（高橋朱里・岩立）研究生 元チームB（岩立） 元チームA（向井地）                                                                                                  | -                |
| 本田仁美     | ほんだ ひとみ     | 2001年10月6日（23歳）  | 栃木県   | -           | 2024年1月28日  | -               | iNKODE                                                | 元チーム8栃木県（初代）代表 元チームB（高橋朱里・岩立）兼任 元チームA（向井地）兼任 元チームA（向井地） IZ*ONEの元メンバー SAY MY NAMEのメンバー                                                           | 82位             |
| 浅井七海     | あさい ななみ     | 2000年5月20日（25歳）  | 神奈川県 | 16期        | 2024年1月31日  | -               | StarRise                                              | 元チーム4（村山） 元チームB（浅井） 元チームB（浅井）キャプテン | -                |
| 篠崎彩奈     | しのざき あやな   | 1996年1月8日（29歳）   | 埼玉県   | 13期        | 2024年2月10日  | -               | OMG                                                   | 元チーム4（'13/'14峯岸） 元チームK（峯岸） 元チームA（岡部） 元チームB（浅井） | 78位             |
| 大西桃香     | おおにし ももか   | 1997年9月20日（27歳）  | 奈良県   | -           | 2024年2月15日  | -               | アリゲーター                                          | 元チーム8奈良県（初代）代表 元チーム4（村山）兼任 元チームK（田口）兼任 元チームK（田口） | 38位             |
| 馬嘉伶       | マ・チャリン      | 1996年12月21日（28歳） | 台湾     | -           | 2024年2月20日  | -               | -                                                     | 元台湾留学生 元チームB（木﨑） 元チーム4（村山） 元チームA（向井地） 2016年2月21日加入 現芸名：真楪伶 | 97位             |
| 佐々木優佳里 | ささき ゆかり     | 1995年8月28日（29歳）  | 埼玉県   | 12期        | 2024年2月23日  | -               | ストロボエージェンシー                                | 元チームA（'13/'15横山） 元チーム4（'14峯岸・倉野尾） 元チームB（高橋朱里・岩立） | 38位             |
| 下口ひなな   | しもぐち ひなな   | 2001年7月19日（24歳）  | 千葉県   | ドラフト1期 | 2024年2月25日  | -               | office minimi                                         | 第1回ドラフト会議 チームK 2位指名 元チームK（横山・峯岸・込山・田口） | -                |
| 岡部麟       | おかべ りん       | 1996年11月7日（28歳）  | 茨城県   | -           | 2024年4月4日   | -               | ホリプロ                                              | 元チーム8茨城県（初代）代表 元チームA（岡部・向井地）兼任 元チームA（岡部）キャプテン 元チームA（向井地）                                                                                                  | 58位             |
| 小田えりな   | おだ えりな       | 1997年4月25日（28歳）  | 神奈川県 | -           | 2024年4月23日  | -               | ワイケーエージェント                                  | 元チーム8神奈川県（初代）代表 元チームK（込山・田口）兼任 元チームK（田口） | 60位             |
| 柏木由紀     | かしわぎ ゆき     | 1991年7月15日（34歳）  | 鹿児島県 | 3期         | 2024年4月30日  | -               | ワタナベエンターテインメント                          | 元チームB（初代・柏木・梅田・倉持・木﨑・高橋朱里・岩立・浅井） 元チームB（柏木）キャプテン 元NMB48チームN（山本〈第1次〉）兼任 元NGT48チームNIII（初代・加藤）兼任                                        | 2位              |
| 谷口めぐ     | たにぐち めぐ     | 1998年11月12日（26歳） | 東京都   | 15期        | 2024年5月30日  | -               | A.M.Entertainment                                     | 元チームA（'14高橋・'15横山） 元チームB（高橋朱里・岩立） 元チーム4（倉野尾） 2014年4月14日仮研究生より研究生に昇格                                                                                        | 33位             |
| 行天優莉奈   | ぎょうてん ゆりな | 1999年3月14日（26歳）  | 香川県   | -           | 2024年5月31日  | -               | DRELLA                                                | KLP48へ移籍 元チーム8香川県（初代）代表 元チーム4（村山・倉野尾）兼任 元チーム4（倉野尾） | -                |
| 黒須遥香     | くろす はるか     | 2001年2月28日（24歳）  | 埼玉県   | 16期        | 2024年5月31日  | -               | DH                                                    | KLP48へ移籍 元チーム4（村山）研究生 元チーム4（村山・倉野尾） | -                |
| 山根涼羽     | やまね すずは     | 2000年8月11日（25歳）  | 兵庫県   | 16期        | 2024年5月31日  | -               | DH                                                    | KLP48へ移籍 元チームA（岡部）研究生 元チームA（岡部） 元チームK（田口） | -                |
| 佐藤美波     | さとう みなみ     | 2003年8月3日（22歳）   | 神奈川県 | 16期        | 2024年7月1日   | -               | -                                                     | 元チームA（岡部）研究生 元チームA（岡部） 元チームB（浅井） 元DIVE'所属 Eダンスアカデミー E DANCE KIDS 2期生 現芸名：佐東美波                                                                              | -                |
| 小濱心音     | こはま ここね     | 2007年2月12日（18歳）  | 北海道   | 17期        | 2024年9月30日  |                 | -                                                     | |                  |
| 込山榛香     | こみやま はるか   | 1998年9月12日（26歳）  | 千葉県   | 15期        | 2025年2月28日  | -               | ディープスキル                                        | 元チーム4（'14峯岸・高橋朱里） 元チームK（込山） 元チームK（込山）キャプテン 元チームA（向井地） | 21位             |
| 村山彩希     | むらやま ゆいり   | 1997年6月15日（28歳）  | 神奈川県 | 13期        | 2025年6月15日  | -               | エイベックス・アスナロ・カンパニー                    | 元チーム4（'13/'14峯岸・高橋朱里・村山・倉野尾） 元チーム4（村山）キャプテン | -                |

#### 元研究生・候補生メンバー
| 名前               | よみ                  | 生年月日               | 出身地   | 加入期      | 最終在籍日         | 現所属事務所                                             | 備考 | 総選挙 最高 順位 |
| ------------------ | --------------------- | ---------------------- | -------- | ----------- | ------------------ | -------------------------------------------------------- | --- | ---------------- |
| 磯怜奈             | いそ れいな           | 1992年8月10日（33歳）  | 東京都   | 3期         | 2006年12月19日     | -                                                        | 活動辞退 研究生経験なし |                  |
| 大塚亜季           | おおつか あき         | 1989年2月7日（36歳）   | 神奈川県 | 3期         | 2006年12月19日     | -                                                        | 活動辞退 研究生経験なし |                  |
| 坂田涼             | さかた りょう         | 1990年3月18日（35歳）  | 東京都   | 3期         | 2006年12月19日     | -                                                        | 活動辞退 研究生経験なし |                  |
| 藤島マリアチカ     | ふじしま マリアチカ   | 1990年4月28日（35歳）  | 千葉県   | 3期         | 2006年12月19日     | -                                                        | 活動辞退 研究生経験なし 現芸名：マリアチカ プレアデスマリーのメンバー 元劇団東俳所属 元ポセイドンエンタテインメント所属 元EAST HOUSE所属                                        |                  |
| 堀江聖夏           | ほりえ みな           | 1993年7月14日（32歳）  | 東京都   | 3期         | 2006年12月19日     | セント・フォース                                         | 活動辞退 研究生経験なし 元セント・フォース sprout所属 |                  |
| 飯沼友里奈         | いいぬま ゆりな       | 1990年4月30日（35歳）  | 埼玉県   | 4期         | 2007年11月15日以前 | -                                                        | 活動辞退 |                  |
| 金子智美           | かねこ さとみ         | 1989年12月22日（35歳） | 愛知県   | 4期         | 2007年11月15日以前 | PIGROOM                                                  | 活動辞退 現芸名：金松季歩 |                  |
| 小塚里菜           | こづか りな           | 1993年5月22日（32歳）  | 千葉県   | 4期         | 2007年11月15日以前 | -                                                        | 活動辞退 |                  |
| 吉岡沙葵           | よしおか さき         | 1984年9月1日（40歳）   | 東京都   | 4期         | 2007年11月15日以前 | -                                                        | 活動辞退 |                  |
| 渡辺茉莉絵         | わたなべ まりえ       | 1991年1月18日（34歳）  | 東京都   | 4期         | 2007年11月15日以前 | -                                                        | 活動辞退 |                  |
| 出口陽             | でぐち あき           | 1988年3月14日（37歳）  | 三重県   | 4期         | 2007年11月26日     | フローエンタテイメント（業務提携）                       | 後にSKE48加入 別名：aki |                  |
| 山田みずき         | やまだ みずき         | 1988年7月28日（37歳）  | 東京都   | 5期         | 2007年12月8日以前  | -                                                        | 活動辞退 世間知らずなお嬢様のメンバー 元カンドウ所属 AKBN 0の元メンバー（卒業後） 日テレジェニック2013候補生 元ワイルドビジョン所属 元ぶるーおーしゃん所属                      |                  |
| 西澤沙羅           | にしざわ さら         | 1992年5月14日（33歳）  | 神奈川県 | 6期         | 2008年7月31日      | -                                                        | 活動辞退 |                  |
| 中西優香           | なかにし ゆうか       | 1989年1月24日（36歳）  | 愛知県   | 4期         | 2008年8月26日      | ソリッド・キューブ                                       | SKE48へ移籍 |                  |
| 片野友里恵         | かたの ゆりえ         | 1990年4月29日（35歳）  | 茨城県   | 6期         | 2008年8月31日      | -                                                        | 活動辞退 |                  |
| 石黒莉美           | いしぐろ れみ         | 1991年5月23日（34歳）  | 東京都   | 7期         | 2009年1月16日      | -                                                        | |                  |
| 有馬優茄           | ありま ゆか           | 1991年2月18日（34歳）  | 神奈川県 | 5期         | 2009年1月19日      | -                                                        | セレクション審査不合格により活動終了 |                  |
| 鈴木菜絵           | すずき なえ           | 1992年12月18日（32歳） | 埼玉県   | 4期         | 2009年1月19日      | -                                                        | セレクション審査不合格により活動終了 現芸名：Nae 涙-NAMIDA-の元メンバー |                  |
| 冨田麻友           | とみた まゆ           | 1993年1月25日（32歳）  | 香川県   | 5期         | 2009年1月19日      | エルネストジャパン                                       | セレクション審査不合格により活動終了 元Jolly Roger所属 |                  |
| 畑山亜梨紗         | はたやま ありさ       | 1991年2月11日（34歳）  | 東京都   | 5期         | 2009年1月19日      | -                                                        | セレクション審査不合格により活動終了 |                  |
| 瓜屋茜             | うりや あかね         | 1992年8月24日（32歳）  | 神奈川県 | 4期         | 2009年4月26日      | -                                                        | 元ビーマス所属 |                  |
| 上遠野瑞穂         | かとおの みずほ       | 1991年11月30日（33歳） | 東京都   | 7期         | 2009年6月9日       | Arc Jewel                                                | 現芸名：愛迫みゆ |                  |
| 小松瑞希           | こまつ みずき         | 不明                   |          | 8期         | 2009年7月14日      | -                                                        | | -                |
| 林彩乃             | はやし あやの         | 1993年5月31日（32歳）  | 東京都   | 7期         | 2009年7月18日      | プラチナムプロダクション                                 | 現芸名：林あやの | -                |
| 西川七海           | にしかわ ななみ       | 1993年7月3日（32歳）   | 東京都   | 8期         | 2009年7月25日      | -                                                        | 解雇 元Popteen読者モデル（離脱後） 元乃木坂46 2期生（離脱後） | -                |
| 浅居円             | あさい まどか         | 1991年7月28日（34歳）  | 滋賀県   | 8期         | 2009年12月4日      | -                                                        | | -                |
| 石井彩夏           | いしい あやか         | 1991年6月24日（34歳）  | 神奈川県 | 8期         | 2009年12月4日      | -                                                        | セレクション審査不合格により活動終了 | -                |
| 石部郁             | いしべ あや           | 1991年2月6日（34歳）   | 山梨県   | 8期         | 2009年12月4日      | -                                                        | セレクション審査不合格により活動終了 元DIMENSION所属 | -                |
| 郭グレース         | かく グレース         | 1994年4月29日（31歳）  | 埼玉県   | 8期         | 2009年12月4日      | -                                                        | セレクション審査不合格により活動終了 元アニージョ所属 | -                |
| 小水七海           | こみず ななみ         | 1995年7月13日（30歳）  | 神奈川県 | 8期         | 2009年12月4日      | -                                                        | セレクション審査不合格により活動終了 | -                |
| 坂本莉央           | さかもと りお         | 1995年6月6日（30歳）   | 東京都   | 8期         | 2009年12月4日      | -                                                        | セレクション審査不合格により活動終了 元スウィートディレクション所属 元アーティストボックス所属 （業務提携：Yell） Barbeeの元メンバー 日テレジェニック2014候補生                 | -                |
| 杉山未来           | すぎやま みく         | 1995年12月12日（29歳） | 東京都   | 8期         | 2009年12月4日      | -                                                        | セレクション審査不合格により活動終了 | -                |
| 冨手麻妙           | とみて あみ           | 1994年3月17日（31歳）  | 神奈川県 | 8期         | 2009年12月4日      | Tanpopo レジェンド・タレント・エージェンシー（業務提携） | セレクション審査不合格により活動終了 | -                |
| 三木にこる         | みき にこる           | 1995年6月28日（30歳）  | 千葉県   | 8期         | 2009年12月4日      | -                                                        | セレクション審査不合格により活動終了 元オフィスコットン所属 | -                |
| 村中聡美           | むらなか さとみ       | 1988年6月5日（37歳）   | 千葉県   | 8期         | 2009年12月4日      | -                                                        | 元4期生 セレクション審査不合格により活動終了 | -                |
| 伊藤彩夏           | いとう あやか         | 1993年6月21日（32歳）  | 東京都   | 9期         | 2010年1月6日       | -                                                        | 元マーブル所属 旧芸名：南亜弥伽 | -                |
| 今井悠理枝         | いまい ゆりえ         | 1994年4月30日（31歳）  | 埼玉県   | 8期         | 2010年2月1日       | -                                                        | | -                |
| 石黒貴己           | いしぐろ あつき       | 1993年9月24日（31歳）  | 埼玉県   | 9期         | 2010年6月20日      | -                                                        | セレクション審査不合格により活動終了 元ファンシーフリー所属 旧芸名：石黒アツキ                                                                                                  | 40位             |
| 絹本桃子           | きぬもと ももこ       | 1995年3月28日（30歳）  | 東京都   | 9期         | 2010年6月20日      | -                                                        | セレクション審査不合格により活動終了 | -                |
| 高松恵理           | たかまつ えり         | 1992年12月25日（32歳） | 埼玉県   | 9期         | 2010年6月20日      | -                                                        | セレクション審査辞退により活動終了 | -                |
| 藤本紗羅           | ふじもと さら         | 1997年3月23日（28歳）  | 東京都   | 9期         | 2010年6月20日      | -                                                        | 元4期生 セレクション審査不合格により活動終了 | -                |
| 植木あさ香         | うえき あさか         | 1995年5月17日（30歳）  | 千葉県   | 8期         | 2010年7月6日       | -                                                        | | -                |
| 岩崎仁美           | いわさき ひとみ       | 1996年3月19日（29歳）  | 埼玉県   | 10期        | 2010年10月5日      | -                                                        | セレクション審査不合格により活動終了 | -                |
| 佐野友里子         | さの ゆりこ           | 1992年1月22日（33歳）  | 東京都   | 8期         | 2010年10月5日      | Arc Jewel ディアステージ                                 | セレクション審査不合格により活動終了 | -                |
| 豊田早姫           | とよだ さき           | 1993年9月8日（31歳）   | 埼玉県   | 11期        | 2010年10月23日     | -                                                        | 元スパイラル・ミュージック所属 オレンヂ・Power Spotの元メンバー | -                |
| 岡﨑ちなみ         | おかざき ちなみ       | 1992年5月28日（33歳）  | 千葉県   | 11期        | 2010年10月27日     | TP-SATELLITE                                             | 旧芸名：ちなみ（辞退後） | -                |
| 川上麻里奈         | かわかみ まりな       | 1996年5月21日（29歳）  | 大阪府   | 11期        | 2010年12月3日      | -                                                        | Power Spot・ねがいごとの元メンバー 元スパイラル・エンタテインメント所属 | -                |
| 金沢有希           | かなざわ ゆうき       | 1993年5月1日（32歳）   | 北海道   | 10期        | 2011年2月20日      | -                                                        | 現芸名：金澤有希 | -                |
| 牛窪紗良           | うしくぼ さら         | 1995年2月15日（30歳）  | 東京都   | 11期        | 2011年6月19日      | ワタナベエンターテインメント                             | | -                |
| 山口菜有           | やまぐち なう         | 1994年1月19日（31歳）  | 神奈川県 | 11期        | 2011年6月19日      | -                                                        | | -                |
| 鈴木里香           | すずき りか           | 1997年1月10日（28歳）  | 東京都   | 12期        | 2012年3月31日      | -                                                        | | -                |
| 雨宮舞夏           | あめみや まいか       | 1997年6月29日（28歳）  | 東京都   | 13期        | 2012年8月5日       | -                                                        | セレクション審査不合格により活動終了 | -                |
| 北汐莉             | きた しおり           | 1998年12月1日（26歳）  | 兵庫県   | 13期        | 2012年8月5日       | -                                                        | セレクション審査不合格により活動終了 元DIVE'所属 | -                |
| 長谷川晴奈         | はせがわ はるな       | 1997年7月1日（28歳）   | 茨城県   | 13期        | 2012年8月5日       | -                                                        | セレクション審査不合格により活動終了 劇団4ドル50セント元劇団員 | -                |
| 森山さくら         | もりやま さくら       | 1998年4月14日（27歳）  | 東京都   | 13期        | 2012年8月5日       | -                                                        | セレクション審査不合格により活動終了 | -                |
| 渡邊寧々           | わたなべ ねね         | 1998年1月30日（27歳）  | 福島県   | 13期        | 2012年8月5日       | -                                                        | セレクション審査不合格により活動終了 | -                |
| サイード横田絵玲奈 | サイードよこた えれな | 1997年4月15日（28歳）  | 東京都   | 12期        | 2012年10月6日      | -                                                        | 現芸名：横田絵玲奈 姉はサイード横田仁奈 元CUTE所属 元業務提携：H.IDL .inc 元TCP artist所属                                                                                      | -                |
| 江口愛実           | えぐち あいみ         | 1995年2月11日（30歳）  | 埼玉県   | 12.5期      | 2013年5月8日       | -                                                        | CG合成によるヴァーチャルアイドル | -                |
| 野口菜々美         | のぐち ななみ         | 2003年9月17日（21歳）  | 神奈川県 | 16期        | 2017年3月31日      | -                                                        | | -                |
| 高橋希良           | たかはし きら         | 2001年1月14日（24歳）  | 東京都   | ドラフト2期 | 2017年4月11日      | -                                                        | 第2回ドラフト会議 チームB 1位指名 元チームB（倉持・木﨑）研究生 元バイトAKB 旧芸名：高橋希来 現芸名：高橋きら 元シティリズム所属 元ジークルー所属 綺星★フィオレナードのメンバー | -                |
| 野村奈央           | のむら なお           | 1999年8月10日（26歳）  | 愛知県   | ドラフト2期 | 2017年8月13日      | -                                                        | 第2回ドラフト会議 チームK 1位指名 元チームK（峯岸）研究生 妹は野村実代（SKE48）                                                                                                 | -                |
| 原澤音妃           | はらさわ おとひ       | 2001年10月12日（23歳） | 東京都   | ドラフト3期 | 2018年8月22日      | -                                                        | 第3回ドラフト会議 チーム4 5位指名 元チーム4（村山）研究生 | -                |
| 神山莉穂           | かみやま りほ         | 2003年8月20日（22歳）  | 東京都   | ドラフト3期 | 2018年10月20日     | -                                                        | 第3回ドラフト会議 チームB 3位指名 元チームB（高橋朱里）研究生 | -                |
| 庄司なぎさ         | しょうじ なぎさ       | 2000年10月29日（24歳） | 北海道   | 16期        | 2018年11月4日      | アソビシステム                                           | 元チームA（岡部）研究生 ハープスターの元メンバー 元CLUSTER.所属 ワンチャンアリーナの元メンバー SWEET STEADYのメンバー                                                           | -                |
| 梅本和泉           | うめもと いずみ       | 1998年10月16日（26歳） | 山口県   | 16期        | 2018年11月25日     | -                                                        | 元チームB（高橋朱里）研究生 | -                |
| 播磨七海           | はりま ななみ         | 2004年8月2日（21歳）   | 千葉県   | 16期        | 2019年5月11日      | -                                                        | 元チームB（高橋朱里・岩立）研究生 | -                |
| 勝又彩央里         | かつまた さおり       | 2000年10月31日（24歳） | 静岡県   | ドラフト3期 | 2019年6月28日      | スプラウト                                               | 第3回ドラフト会議 チームK 3位指名 元チームK（込山）研究生 元バイトAKB | -                |
| 佐藤詩識           | さとう しおり         | 2001年7月22日（24歳）  | 北海道   | ドラフト3期 | 2019年11月27日     | -                                                        | 第3回ドラフト会議 チームA 1位指名 元チームA（岡部）研究生 | -                |
| 末永祐月           | すえなが ゆづき       | 2005年11月3日（19歳）  | 東京都   | ドラフト3期 | 2020年11月30日     | -                                                        | 第3回ドラフト会議 チームK 2位指名 元チームK（込山）研究生 未来サプライズのメンバー                                                                                              | -                |
| 長谷川新奈         | はせがわ にいな       | 2001年8月8日（24歳）   | 神奈川県 | 17期        | 2022年8月28日      | -                                                        | | -                |

#### 元留学生
| 名前                                     | よみ                                                      | 生年月日               | 出身地                   | 所属事務所 | 在籍期間                 | 備考                        |
| ---------------------------------------- | --------------------------------------------------------- | ---------------------- | ------------------------ | ---------- | ------------------------ | --------------------------- |
| Stefi (Stephanie Pricilla Indarto Putri) | ステフィ （ステファニー・プリシラ・インダルト・プトゥリ） | 2000年11月19日（24歳） | インドネシア・ジャカルタ | -          | 2018年9月18日 - 10月15日 | JKT48チームJより短期留学    |
| Mobile (Pimrapat Phadungwatanachok)      | モバイル （ピモンパット・パドゥンワッタナチョーク）       | 2002年6月9日（23歳）   | タイ・バンコク           | -          | 2018年9月18日 - 10月15日 | BNK48チームBIIIより短期留学 |

#### 元バイトAKB
| 名前         | よみ            | 生年月日               | 出身地   | 契約満了日    | 現所属事務所               | 備考                                                                                         |
| ------------ | --------------- | ---------------------- | -------- | ------------- | -------------------------- | -------------------------------------------------------------------------------------------- |
| 赤坂美咲     | あかさか みさき | 1993年10月21日（31歳） | 栃木県   | 2015年2月28日 | -                          | 第2回 AKB48グループ ドラフト会議 最終候補者                                                  |
| 阿部叶夢     | あべ かなむ     | 1993年2月13日（32歳）  | 神奈川県 | 2015年2月28日 | -                          |                                                                                              |
| 荒木実波     | あらき みなみ   | 1997年11月11日（27歳） | 千葉県   | 2015年2月28日 | -                          |                                                                                              |
| 荒木琳袈     | あらき りんか   | 1995年8月22日（29歳）  | 東京都   | 2015年2月28日 | -                          |                                                                                              |
| 飯倉早織     | いいくら さおり | 1990年7月14日（35歳）  | 埼玉県   | 2015年2月28日 | -                          | 元エイジアプロモーション所属 バチェラー・ジャパン（シーズン1）参加                           |
| 生田優香     | いくた ゆうか   | 1996年12月31日（28歳） | 大阪府   | 2015年2月28日 | -                          |                                                                                              |
| 伊田有紀     | いだ ゆき       | 1995年9月10日（29歳）  | 東京都   | 2015年2月28日 | -                          | 元プロダクションHIT所属 SoulMateの元メンバー                                                 |
| 一色嶺奈     | いっしき れな   | 2002年2月15日（23歳）  | 神奈川県 | 2015年2月28日 | -                          | 元SKE48（第2回 AKB48グループ ドラフト会議 チームS 2位指名）                                  |
| 梅澤愛優香   | うめざわ まゆか | 1996年10月20日（28歳） | 神奈川県 | 2015年2月28日 | -                          | 元シンデレラプロモーション所属                                                               |
| 海老沢恵美   | えびさわ めぐみ | 1996年9月26日（28歳）  | 千葉県   | 2015年2月28日 | -                          |                                                                                              |
| 大野彩乃     | おおの あやの   | 2000年12月22日（24歳） | 東京都   | 2015年2月28日 | -                          |                                                                                              |
| 尾形穂菜美   | おがた ほなみ   | 1991年1月27日（34歳）  | 宮城県   | 2015年2月28日 | エイベックス・マネジメント | 現芸名：尾形歩南 MIMORI (callme) は従妹 Jammyの元メンバー                                    |
| 荻野由佳     | おぎの ゆか     | 1999年2月16日（26歳）  | 埼玉県   | 2015年2月28日 | -                          | 元NGT48（第2回 AKB48グループ ドラフト会議 NGT48 2位指名）                                    |
| 方伊儀まどか | かたいぎ まどか | 1997年9月24日（27歳）  | 東京都   | 2015年2月28日 | -                          |                                                                                              |
| 勝又彩央里   | かつまた さおり | 2000年10月31日（24歳） | 静岡県   | 2015年2月28日 | スプラウト                 | 元チームKドラフト研究生（第3回 AKB48グループ ドラフト会議 チームK 3位指名）                  |
| 上谷沙弥     | かみたに さや   | 1996年11月28日（28歳） | 神奈川県 | 2015年2月28日 | スターダム                 | 元太田プロダクション所属                                                                     |
| 川口真実     | かわぐち まみ   | 1995年8月27日（29歳）  | 東京都   | 2015年2月28日 | -                          | 第2回 AKB48グループ ドラフト会議 最終候補者                                                  |
| 川村真穂     | かわむら まほ   | 1993年1月21日（32歳）  | 埼玉県   | 2015年2月28日 | -                          |                                                                                              |
| 菊地智美     | きくち ともみ   | 1994年9月14日（30歳）  | 埼玉県   | 2015年2月28日 | -                          |                                                                                              |
| 木下涼風     | きのした すずか | 1994年8月2日（31歳）   | 東京都   | 2015年2月28日 | -                          |                                                                                              |
| 木下真佑     | きのした まゆ   | 1996年2月12日（29歳）  | 大阪府   | 2015年2月28日 | -                          | OSAKA BB WAVEの元メンバー 「Dark Idol」候補生                                                |
| 日下部愛菜   | くさかべ あいな | 2002年2月6日（23歳）   | 神奈川県 | 2015年2月28日 | -                          | 元NGT48 第2回 AKB48グループ ドラフト会議 最終候補者                                          |
| 黒沢綾佳     | くろさわ あやか | 1992年5月14日（33歳）  | 京都府   | 2015年2月28日 | -                          | VIVAJO8の元メンバー                                                                          |
| 小池優香     | こいけ ゆうか   | 1997年6月9日（28歳）   | 静岡県   | 2015年2月28日 | -                          |                                                                                              |
| 小泉里奈     | こいずみ りな   | 1993年3月30日（32歳）  | 富山県   | 2015年2月28日 | -                          |                                                                                              |
| 齋藤梨奈     | さいとう りな   | 1999年5月21日（26歳）  | 埼玉県   | 2015年2月28日 | -                          |                                                                                              |
| 佐伯美香     | さえき みか     | 1989年10月29日（35歳） | 栃木県   | 2015年2月28日 | -                          | 元4期生 契約満了後、AKS社員となる                                                            |
| 沢木沙耶     | さわき さや     | 1999年5月17日（26歳）  | 茨城県   | 2015年2月28日 | -                          |                                                                                              |
| 柴田優衣     | しばた ゆい     | 1998年1月4日（27歳）   | 神奈川県 | 2015年2月28日 | -                          | 元NMB48（第2回 AKB48グループ ドラフト会議 チームM 1位指名）                                  |
| 鈴木優民     | すずき ゆうみん | 1992年10月22日（32歳） | 東京都   | 2015年2月28日 | -                          |                                                                                              |
| 清司麗菜     | せいじ れいな   | 2001年4月19日（24歳）  | 埼玉県   | 2015年2月28日 | Flora                      | 現・NGT48 第2回 AKB48グループ ドラフト会議 最終候補者                                        |
| 髙木茉白     | たかぎ ましろ   | 2000年4月1日（25歳）   | 神奈川県 | 2015年2月28日 | -                          |                                                                                              |
| 高橋希良     | たかはし きら   | 2001年1月14日（24歳）  | 東京都   | 2015年2月28日 | ジークルー                 | 現芸名：高橋希来 元チームBドラフト研究生（第2回 AKB48グループ ドラフト会議 チームB 1位指名） |
| 竹内美沙樹   | たけうち みさき | 1997年4月11日（28歳）  | 千葉県   | 2015年2月28日 | -                          |                                                                                              |
| 千田夢乃     | ちだ ゆめの     | 1994年12月26日（30歳） | 埼玉県   | 2015年2月28日 | -                          |                                                                                              |
| 千代田唯     | ちよだ ゆい     | 1989年9月20日（35歳）  | 東京都   | 2015年2月28日 | オフィスコットン           |                                                                                              |
| 中川里菜     | なかがわ りな   | 1995年7月31日（30歳）  | 神奈川県 | 2015年2月28日 | -                          |                                                                                              |
| 中村優香     | なかむら ゆうか | 1994年7月10日（31歳）  | 東京都   | 2015年2月28日 | -                          | 「ミス中央コンテスト2013」準グランプリ                                                       |
| 長坂亜利沙   | ながさか ありさ | 1990年7月3日（35歳）   | 東京都   | 2015年2月28日 | -                          |                                                                                              |
| 成松美沙     | なりまつ みさ   | 1995年11月12日（29歳） | 大阪府   | 2015年2月28日 | -                          |                                                                                              |
| 西潟茉莉奈   | にしがた まりな | 1995年10月16日（29歳） | 東京都   | 2015年2月28日 | Flora                      | 現・NGT48（第2回 AKB48グループ ドラフト会議 NGT48 1位指名）                                  |
| 福井有彩     | ふくい ありさ   | 1995年8月19日（30歳）  | 神奈川県 | 2015年2月28日 | -                          | Re:ガールズの元メンバー 元エイベックス・グループ・ホールディングス所属                       |
| 藤江桃子     | ふじえ ももこ   | 1997年12月18日（27歳） | 神奈川県 | 2015年2月28日 | -                          |                                                                                              |
| 松浦夏穂     | まつうら かほ   | 1992年8月11日（33歳）  | 静岡県   | 2015年2月28日 | -                          |                                                                                              |
| 松岡はな     | まつおか はな   | 2000年1月19日（25歳）  | 千葉県   | 2015年2月28日 | -                          | 元HKT48（第2回 AKB48グループ ドラフト会議 チームH 1位指名）                                  |
| 松本和夏     | まつもと のどか | 1995年5月15日（30歳）  | 福岡県   | 2015年2月28日 | -                          |                                                                                              |
| 宮﨑美希     | みやざき みき   | 1998年4月27日（27歳）  | 神奈川県 | 2015年2月28日 | -                          |                                                                                              |
| 女鹿椰子     | めが やこ       | 2001年11月5日（23歳）  | 千葉県   | 2015年2月28日 | TWIN PLANET ENTERTAINMENT  | 第2回 AKB48グループ ドラフト会議 最終候補者 元16期仮研究生 『青春高校3年C組』生徒            |
| 八代嘉菜     | やしろ かな     | 1994年10月2日（30歳）  | 埼玉県   | 2015年2月28日 | -                          |                                                                                              |
| 山内亜紀     | やまうち あき   | 1994年11月13日（30歳） | 宮城県   | 2015年2月28日 | -                          |                                                                                              |
| 繁藤冬佳     | しげふじ ふゆか | 1993年10月23日（31歳） | 千葉県   | 2016年8月10日 | -                          | ぱるる選抜                                                                                   |
| 日出有香     | ひので ゆか     | 1995年8月21日（29歳）  | 千葉県   | 2016年8月10日 | -                          | ぱるる選抜                                                                                   |

#### その他
| 名前             | よみ               | 生年月日             | 備考 |
| ---------------- | ------------------ | -------------------- | --- |
| にゃんにゃん仮面 | にゃんにゃんかめん | 2222年2月22日（?歳） | 第8回選抜総選挙に立候補した謎の人物。 選抜総選挙順位16位。 開票イベントで、自ら正体を小嶋陽菜であると明かした。 |

## 出演および作品
下記については、子記事でそれぞれ解説している。
「AKB48の劇場公演」の各節を参照 : 通常公演の歴史、構成・演出、特別公演
「AKB48のコンサート一覧」の各節を参照 : 主催コンサート全般、リクエストアワー、チーム8全国ツアー、客演を含むライブイベント
「AKB48の出演一覧」の各節を参照 : イベント出演、テレビ、ラジオ、CM、映画、ネット配信
「AKB48関連の楽曲一覧」の各節を参照 : 劇場公演曲、シングル曲、アルバム曲、配信曲・未音源化曲、関連ユニットの楽曲、アレンジ曲
「AKB48のタイアップ一覧」
「AKB48の関連作品」の各節を参照 : シングル盤、アルバム盤、映像作品（劇場公演、コンサート、テレビなど）、MV一覧、印刷物（雑誌・新聞連載、書籍、写真集、カレンダー、漫画作品など）、ゲーム、パチンコ・パチスロ機、派生ユニットの関連作品

## 受賞・記録

### 2009年
- Mnet Asian Music Awards ASIAN RECOMMEND賞
- 第42回ベストヒット歌謡祭 ゴールドアーティスト賞
- 第51回日本レコード大賞 特別賞 - AKB48/秋元康

### 2010年
- 第17回ボウリング・マスメディア大賞 グランプリ[482]
- 第24回日本ゴールドディスク大賞 特別賞[483]
- 第18回スポニチ文化芸術大賞 優秀賞
- Best of COSU MODE POWER 2010
- 2010年度 グッドデザイン賞 金賞 - エンターテインメントプロジェクトデザイン AKB48 (AKS)[484]
- 2010年小学館DIMEトレンド大賞 話題の人物賞[485]
- ギネス世界記録認定「世界一人数の多いポップグループ」 - AKB48正規メンバー48人[6]
- 第52回日本レコード大賞 優秀作品賞 - 「Beginner」[486]
- 第43回ベストヒット歌謡祭 ゴールドアーティスト賞[487]
- 2010年ユーキャン新語・流行語大賞トップ10 - 「AKB48」[488]

### 2011年
- 第25回日本ゴールドディスク大賞[489]
  - シングル・オブ・ザ・イヤー - 『Beginner』
  - ベスト5シングル - 『Beginner』・『ヘビーローテーション』・『ポニーテールとシュシュ』
- Billboard JAPAN MUSIC AWARDS 2010 Billboard JAPAN Top Pop Artists 2010[490]
- 第11回ビートたけしのエンターテインメント賞 話題賞[491]
- 第16回AMDアワード 優秀賞・大賞（総務大臣賞） - 「AKB48コンセプト」[492][493]
- 第24回日本メガネベストドレッサー賞 特別賞[494]
- 第70回ザテレビジョンドラマアカデミー賞 ドラマソング賞 - 「フライングゲット」[495]
- 官房長官から外相名の感謝状 - ベトナムとの友好と親善への貢献に対し[496]
- 第44回日本有線大賞 有線音楽優秀賞・特別賞 - 「フライングゲット」[497]
- FUN OF THE YEAR 2011[498]
- 第53回日本レコード大賞 大賞・優秀作品賞 - 「フライングゲット」[499]

### 2012年
- 第26回日本ゴールドディスク大賞[500][501]
  - 邦楽部門アーティスト・オブ・ザ・イヤー
  - シングル・オブ・ザ・イヤー - 『Everyday、カチューシャ』
  - ベスト5シングル - 『Everyday、カチューシャ』・『風は吹いている』・『桜の木になろう』・『チャンスの順番』・『フライングゲット』
  - ベスト5ソング・バイ・ダウンロード - 『Everyday、カチューシャ』
  - ベスト5アルバム - 『ここにいたこと』
  - ベスト・ミュージック・ビデオ - 『AKBがいっぱい〜ザ・ベスト・ミュージックビデオ〜』
- Billboard JAPAN MUSIC AWARDS 2011[502][503]
  - Billboard JAPAN Artist of the Year 2011
  - Billboard JAPAN Top Pop Artists 2011
  - Billboard JAPAN Hot 100 of the Year 2011 - 『Everyday、カチューシャ』
  - Billboard JAPAN Hot 100 Singles Sales of the Year 2011 - 『Everyday、カチューシャ』
- ギネス・ワールド・レコーズ認定
  - 24時間以内に地上波放送で放送した同一商品のテレビCM最多バージョン数 - アサヒ飲料『ワンダ モーニングショット』「メッセージ」編[504]
  - 最も多くのポップシンガーがフィーチャーされたビデオゲーム - PSP/PS VITA用ゲームソフト『AKB1/149 恋愛総選挙』[505]
- CCTV-MTV音楽盛典 アジア最人気グループ賞[506]
- 第45回日本有線大賞 有線音楽優秀賞 - 「ギンガムチェック」[507]
- Billboard JAPAN MUSIC AWARDS 2012[508]
  - Billboard JAPAN Artist of the Year 2012
  - Billboard JAPAN Top Pop Artists 2012
  - Billboard JAPAN Hot 100 of the Year 2012 - 『真夏のSounds good !』
  - Billboard JAPAN Hot 100 Singles Sales of the Year 2012 - 『真夏のSounds good !』
- Mnet Asian Music Awards ベストアジアンアーティスト・日本
- 第54回日本レコード大賞 大賞・優秀作品賞 - 「真夏のSounds good !」[509]

### 2013年
- 第27回日本ゴールドディスク大賞[510]
  - 邦楽部門アーティスト・オブ・ザ・イヤー
  - シングル・オブ・ザ・イヤー - 『真夏のSounds good !』
  - ベスト5シングル - 『真夏のSounds good !』・『ギンガムチェック』・『GIVE ME FIVE!』・『UZA』・『上からマリコ』
  - ベスト5アルバム - 『1830m』
- ギネス世界記録認定「最大のポップグループ (Largest pop group) 」 - AKB48メンバー88人[7]
- 第46回日本有線大賞 有線音楽優秀賞 - 「恋するフォーチュンクッキー」
- 第2回アイドル楽曲大賞 メジャーアイドル楽曲部門 - 「恋するフォーチュンクッキー」
- Billboard JAPAN MUSIC AWARDS 2013
  - Billboard JAPAN Artist of the Year 2013
  - Billboard JAPAN Top Pop Artists 2013
  - Billboard JAPAN Hot 100 of the Year 2013 - 『恋するフォーチュンクッキー』
  - Billboard JAPAN Hot Singles Sales of the Year 2013 - 『さよならクロール』
- 第55回日本レコード大賞 優秀作品賞 - 「恋するフォーチュンクッキー」

### 2014年
- 第28回日本ゴールドディスク大賞[511][注釈 67]
  - 邦楽部門アーティスト・オブ・ザ・イヤー
  - シングル・オブ・ザ・イヤー - 『さよならクロール』
  - 邦楽部門ソング・オブ・ザ・バイ・ダウンロード - 『恋するフォーチュンクッキー』
  - ベスト5シングル - 『永遠プレッシャー』・『恋するフォーチュンクッキー』・『さよならクロール』・『鈴懸の木の道で「君の微笑みを夢に見る」と言ってしまったら僕たちの関係はどう変わってしまうのか、僕なりに何日か考えた上でのやや気恥ずかしい結論のようなもの』・『ハート・エレキ』
  - ベスト5ソング・バイ・ダウンロード - 『恋するフォーチュンクッキー』
- 第18回SPACE SHOWER MUSIC VIDEO AWARDS 特別賞 - 「恋するフォーチュンクッキー」[512]
- 第27回日本メガネベストドレッサー賞 サングラス特別賞[513]
- 第47回日本有線大賞 有線音楽優秀賞 - 「心のプラカード」
- Billboard JAPAN Hot Singles Sales of the Year 2014 - 『ラブラドール・レトリバー』[514]
- 第56回日本レコード大賞 優秀作品賞 - 「ラブラドール・レトリバー」

### 2015年
- 第29回日本ゴールドディスク大賞
  - シングル・オブ・ザ・イヤー - 『ラブラドール・レトリバー』[515]
  - アルバム・オブ・ザ・イヤー - 『次の足跡』[516]
  - ベスト5シングル - 『希望的リフレイン』・『心のプラカード』・『前しか向かねえ』・『ラブラドール・レトリバー』[515]
  - ベスト5アルバム - 『次の足跡』[516]
- 第48回日本有線大賞 有線音楽優秀賞 - 「唇にBe My Baby」
- Mnet Asian Music Awards ベストアジアンアーティスト・日本
- 第57回日本レコード大賞 優秀作品賞 - 「僕たちは戦わない」

### 2016年
- Dahsyatnya Awards 2016 ベストゲスト賞 (Bintang Tamu Terdahsyat)[517]
- 第88回ザテレビジョンドラマアカデミー賞ドラマソング賞 - 「365日の紙飛行機」[518]
- 第30回日本ゴールドディスク大賞
  - シングル・オブ・ザ・イヤー - 『僕たちは戦わない』[519]
  - ベスト5シングル - 『唇にBe My Baby』・『Green Flash』・『ハロウィン・ナイト』・『僕たちは戦わない』[519]
  - ベスト5アルバム - 『ここがロドスだ、ここで跳べ!』・『0と1の間』[520]
- 第49回日本有線大賞 有線音楽優秀賞 - 「365日の紙飛行機」
- Billboard JAPAN MUSIC AWARDS 2016
  - Billboard JAPAN Hot 100 of the Year 2016 - 『翼はいらない』
  - Billboard JAPAN Top Singles Sales of the Year 2016 - 『翼はいらない』
- 第58回日本レコード大賞 優秀作品賞 - 「365日の紙飛行機」
- 年輕的選擇2016優酷盛典（2016YOUKU祭典） 10年間人気アイドルグループ賞[521]

### 2017年
- 第11回大正琴音楽大賞 - 「365日の紙飛行機」[522][523]
- 第31回日本ゴールドディスク大賞[20]
  - シングル・オブ・ザ・イヤー - 『翼はいらない』
  - ベスト5シングル - 『君はメロディー』・『翼はいらない』・『ハイテンション』・『LOVE TRIP/しあわせを分けなさい』
- アジア・ニューソング・ランキング 2017年盛典（亜州新歌榜） 2017年度最優秀グループ賞[524]
- 第50回日本有線大賞 有線音楽優秀賞 - 「11月のアンクレット」
- 第59回日本レコード大賞 優秀作品賞 - 「願いごとの持ち腐れ」

### 2018年
- 第32回日本ゴールドディスク大賞[525]
  - シングル・オブ・ザ・イヤー - 『願いごとの持ち腐れ』
  - ベスト5シングル - 『シュートサイン』・『願いごとの持ち腐れ』・『#好きなんだ』・『11月のアンクレット』
  - ベスト5アルバム - 『サムネイル』[526]
- 第60回日本レコード大賞 優秀作品賞 - 「Teacher Teacher」[527]

### 2019年
- 第33回日本ゴールドディスク大賞[528]
  - シングル・オブ・ザ・イヤー - 『Teacher Teacher』
  - ベスト5シングル - 『センチメンタルトレイン』・『Teacher Teacher』・『NO WAY MAN』
  - ベスト5アルバム - 『僕たちは、あの日の夜明けを知っている』
- 第61回日本レコード大賞 優秀作品賞 - 「サステナブル」[529]
- 復興庁から大臣感謝状 - 「誰かのために」プロジェクトの活動に対し[530]

### 2020年
- 第34回日本ゴールドディスク大賞[531]
  - シングル・オブ・ザ・イヤー - 『サステナブル』
  - ベスト5シングル - 『ジワるDAYS』・『サステナブル』
- 第62回日本レコード大賞 優秀作品賞 - 「離れていても」[532]

### 2021年
- 第35回日本ゴールドディスク大賞
  - ベスト5シングル - 『失恋、ありがとう』[533]
- 第63回日本レコード大賞 優秀作品賞 - 「根も葉もRumor」[534]

### 2022年
- 肝炎対策事業功労者厚生労働大臣表彰[153]

## AKB48に関する評論

### 日本の女性アイドル史におけるAKB48
AKB48が登場する以前に、同じく秋元康が1人のスタッフとしてプロデュースに参加しデビューした日本の女性グループアイドルとして、1980年代に活動したおニャン子クラブがある。おニャン子クラブの特徴である、「素人の少女をオーディションで選び、50名前後の大人数グループにする」「（うしろゆびさされ組・うしろ髪ひかれ隊など）数名のメンバーを選んで派生ユニットとして売り出す」「メンバーと同世代ぐらいの若いファンを主なターゲットする」といった点はAKB48にも受け継がれている。おニャン子クラブは『夕やけニャンニャン』をはじめとするテレビ番組を活動の中心としたのに対して、AKB48は専用劇場を持ち劇場公演を主な活動として立ち上げられたプロジェクトであるという点、おニャン子クラブが新しいメンバーが加わることがなかったのに対してAKB48は「従来メンバー卒業、新入生加入」の新陳代謝があるという点で異なっており、おニャン子クラブは番組の視聴率の低下に伴ってデビューから2年ほどで解散したが、AKB48は2005年の結成から16年を経た2022年現在も活動を継続している。おニャン子クラブはメンバーがオーディションを通過してデビューしていくさまをテレビで放送することによって、「舞台裏」の様子を視聴者に公開してリアリティをアピールするという手法をとりながらも審査や放送内容を運営サイドがある程度コントロールすることが可能だったのに対して、AKB48は2009年後半ごろまでは、それほど積極的にはテレビ番組に出演しておらず、「会いに行けるアイドル」というコンセプトの通りにテレビ番組という中間項をも排除してファンとアイドルの間の距離を極限まで縮めたといえる。
おニャン子クラブの解散後、決定的な人気を獲得する女性アイドルがなかなか登場しないアイドル冬の時代や1997年から現在まで活動を継続しているモーニング娘。などのヒットを経て、地下アイドル文化を背景にその手法を導入する形式で2005年にAKB48が結成される。AKB48の初期のファンにはモーニング娘。（あるいはそれを含むハロー!プロジェクト）のファンが流入したとみられるため、AKB48が人気を博した理由としてモーニング娘。が10年以上も解散せずに活動を持続していることがあるという見解もある。
2009年ごろにAKB48が爆発的にヒットしたのに少し遅れて、日本ではKARAや少女時代をはじめとする韓国のK-POPガールズユニットが人気を獲得している。AKB48が「成長する過程をファンに見せる」ことをコンセプトの1つとしているのに対し、K-POPの女性アイドルユニットの多くはデビューまでの間に数年単位の練習期間を設定しており、初舞台の段階から完成度の高いパフォーマンスを披露できるという点が異なる。秋元康は、K-POPのガールズユニットが常に一定のクオリティを保持し続けられることをプロとして評価できるとしつつ、対照的にAKB48の魅力はどのタイミングでも同じAKB48は存在しないことであると述べている。
コラムニストの中森明夫は、「アイドルは時代の反映ではなく、時代の先取りである」との持論がAKB48にも適用できるとしている。すなわち、美空ひばりが「戦後の高度経済成長」、山口百恵が「経済の低成長時代」、松田聖子が「バブル景気」をそれぞれ先取りしたのと同様に、AKB48は従来的なモデルでは経済復興が困難な日本でいかに楽しむか、というテーマを先取りしたという見解を示している。

### コンテンツの類型化
経済学者の田中秀臣や評論家の宇野常寛らは、2000年代以降の日本のポップカルチャー批評で用いられるコンテンツの類型化をAKB48に当てはめている。
田中は、ファンがメンバーのブログを読みコメントすることは、ファンがメンバーの「小さな私的物語」に自己を接続しようとしている、つまり「セカイ系」的な行動だと指摘した。さらに、選抜総選挙に代表される競争原理は宇野が「ザヴァイヴ系/バトルロワイヤル系」と名付けた2000年代に特有の時代意識を反映したもので、AKB48にはセカイ系とサヴァイヴ系の両方の要素があると指摘した。
宇野は、AKB48のメンバーがAKB48という大きなゲームのプレイヤーとして動員されるという意味では、AKB48は「バトルロワイヤル系」の代表例、つまり「大きな物語」（社会全体に共有される価値観）が崩壊したポストモダンの社会において「大きな物語」の代替として「大きなゲーム」を利用するメカニズムに当てはまると主張している。
一方、宇野は、女性のみからなるコミュニティであるAKB48は「空気系」の特徴も持つと主張している。AKB48というコミュニティの内部では、メンバー間の親密な交友関係（擬似同性愛的な関係）を匂わせることがブログなどを通じて事実上の男性ファンへのサービスとして行われたり、メンバーが出演するテレビドラマに同性愛関係を読み込んだ同人誌が（女性ファンによって）コミックマーケットで売買されたりするが、これらは空気系作品の二次創作的な受容と類似したところがあるという。しかし同時に、前述の競争原理の導入によって、空気系にありがちな予定調和を効果的に破壊している面もあると指摘している。

### キャラクター消費
宇野や斎藤環は、AKB48のメンバーのキャラ（キャラクター）がファンから消費されていて、それが運営戦略と密接にかかわっているとの見解を述べている。各メンバーのキャラは必ずしも固定的ではないものの、おおむね役割分担がなされており、メンバーが人気を維持できるか否かは容姿やスタイル、歌唱力といった要素よりもキャラの確立の成否に依存している面があるという。
斎藤は、チーム別のサブグループ編成や選抜総選挙という序列付けによって、メンバーのキャラが固定されやすく認識されやすいシステムになっており、さらに握手会をはじめとするふれあいを重視したコンセプトによりファンはメンバーのキャラ形成に直接的に関与できるという幻想にかきたてられるようになっていると述べている。
このように小集団内部で（人気の度合いを表す）序列化とキャラの分化が同時進行するという構造は、日本の現代の学校で生徒間に自然に形成される序列であるスクールカーストの構造と同型だと指摘した。宇野は、この斎藤の論を踏まえて、上述の「中間項としてのテレビ媒体を短絡してファンとの距離感を縮める」という手法が、ファンコミュニティと運営サイドの相互作用でメンバーのキャラを循環的に生成・強化させていると主張した。
ファンは、劇場公演やブログでの些細な発言などから得られる、メンバー間の友人関係や性格といった様々な情報をインターネット上のコミュニティなどで共有し、それは例えばウィキペディアなどに投稿されることによって、集合知的に蓄積される。このようなファンコミュニティの後押しを受けて、各メンバーのキャラ設定は効率的に生成されていく。それに加えて、今度は運営サイドがそのキャラ設定を元にした（あるいはあたかも二次創作のように、それを元に少しアレンジが加えられた）キャラをメンバーに出演するテレビドラマの役柄などとして与え、それをファンが消費することにより、もともとのキャラの認識が強化されるというフィードバックが働くという。宇野はこれを「キャラクター消費の永久機関」と名付けた。

### グローカル化による展開と人気の浸透
AKB48の日本国内外での姉妹グループの展開について、田中秀臣は、ローカル化とグローバル化の同時進行（グローカル化）を行っている側面があると指摘している。
AKB48の人気が高まるにつれ、2010年ごろからAKB48のグループ名をもじってアルファベット略語+数字のユニット名を創作して作品や広告などに用いる、オマージュものが複数登場するようになった。同様にAKB48選抜総選挙のシステムに似せたり、企画名に「総選挙」を付けた類似の人気投票企画も登場する。

### AKB48のビジネスモデル

#### 日本経済との関係
田中秀臣は著書『AKB48の経済学』（2010年）で、当時日本の音楽市場での影響力を増しつつあったAKB48のビジネスモデルを分析し、AKB48は不況下にも強い「デフレカルチャー」のひとつだという説を提唱した。
2000年代以降のCD不況の中、J-POPのアーティストはコンサートで収益金を確保するスタイルが主流になり、入場料金は高額になりがちであった。これに対し、AKB48の劇場公演のチケットは一般的なアーティストのライブに比べれば、はるかに安価に設定されており、写真集をはじめとする関連商品の価格も相場より低めに設定されている。これは収入の低い若者のアイドルオタクにターゲットを絞ったマーケティング戦略であるという。
AKB48のメンバーの多くがブログやTwitterを開設しており、ファンはそれをチェックするという形で、事実上出費の伴わない消費を行っているが、これもデフレ文化の典型として解釈できる。同時に、文化経済学に関する著書のある経済学者タイラー・コーエンが「心の消費」と呼んだ金銭を移動させることのない非経済的活動のひとつとも捉えられるという。
秋葉原については、街がキレイになりすぎ、AKB48やつくばエクスプレスなどで注目を集めて観光客が増えていくのに反して個性を喪失しつつあると評した。
金子勝は、AKB48のビジネスモデルは低価格路線の維持のために、低賃金労働で従業員を搾取するユニクロの経営手法と類似しており、デフレ経済を定着させるものだと批判している。これに対して田中はそもそもアイドル市場は日本経済に影響を与えるほどのスケールではなく、結果と原因を取り違えている。つまりAKB48の経営手法がデフレーションを生むのではなく、デフレーションという経済状況に適応するために生まれたのが、AKB48の戦略であると反論している。
これに関連して、田中は『日本経済復活が引き起こすAKB48の終焉』（2013年）で、アベノミクスを通じた日本経済の復調により、デフレ経済が解消されインフレーションになればAKB48の人気は後退する、あるいは終焉を迎えるのではないかとの見方を述べている。

#### グローバル展開・アジアでの受容
30年間にわたって多国籍企業のグローバル戦略を研究してきたハーバード・ビジネス・スクール教授のフアン・アルカーセルは、AKB48のグローバル展開を教材にした"AKB48：Going Global?"を書き、この教材はMBAプログラムの「国際競争戦略」という授業で使われている。
運営会社AKSが電通と組んでフランチャイズ方式で日本国外に進出するフォーマットを輸出し、現地でアイドルグループをつくるというAKB48のビジネスモデルがアジアで受け入れられた。AKB48の「体験型エンターテインメント」というビジネスモデルが他国の人々にとって新鮮で魅力的であるという。

### 商品のバリエーション展開
AKB48やその姉妹グループ関連のビジネスは、おもに音源を提供する旧来の音楽CD単体販売の推進ではなく、「握手券」や希少価値のある機会提供、高価で取引される特典など複合商品としてセット販売、それらのバリエーション展開を特徴とする「AKB商法」と俗称される。

#### 事例
所定のCD1枚につき投票券が1枚封入されている「AKB48選抜総選挙」で、熱心なファンが自分の応援するメンバーの順位を上げるために、1人で大量に購入する事例が複数報じられ、『Everyday、カチューシャ』発売時には、一部のファンが1人で数百枚から数千枚を購入していることがテレビでも報道されている。同様に、握手券1枚あたりの時間や人数が限られていることから、長時間の握手や複数のメンバーとの握手のために複数枚を購入する例があるほか、種類を設けたCD・DVD特典の「生写真」や待受け画像付きの着うた配信でも、同様の例がある。
2008年1月に『AKB48 2nd Anniversary スペシャルフォトアルバム』が、定価5万400円（税込）で2,000冊限定販売された。特典として発売から7年10か月後の2015年12月8日開催予定の『AKB48劇場オープン10周年祭』招待券が付属されていた。本イベントは、実際に2015年12月6日にザ・プリンス パークタワー東京で『AKB48劇場オープン10周年記念祭』として開催された。
商品の転売によって利益を得ようとする者が増えているため、『ポニーテールとシュシュ』の劇場盤握手会から身分証明書による本人確認を強化し、転売しにくい仕組みになっている。

#### 論評
バリエーション展開は音楽CDとしての価値のみを主体とせず、握手券などとのセット販売すること特徴があり、それらの拡張、展開は新たなビジネスモデルの開発として「画期的なもの」と評価されることがある。しかも、それらのバリエーションは、オリコンチャートで「同じタイトルの曲」として集計されるメリットも享受できる。
弊害について音楽評論家の富澤一誠は、「CD不況の中、ビジネスのアイデアとして評価できる」とする一方で「特定のファンなど『取れる所から取る』発想が前面に出すぎると、（音楽以外の要素で）ランキングや売り上げが高まる半面、国民に広く親しまれる作品は生まれにくくなる」と指摘している。
音楽CDに特典やバリエーションを付して、音楽CDとして同一タイトルと見なされる商品が、バリエーション違いで複数購入されるように展開する手法は、国内外のアーティストらが既に試行しており、AKB48に特有の商法ではないとする意見もある。商品の複数購入は、客の自由意志に基づくもので販売者側が強要しているわけではないと捉えることもできる。しかしながら、複数枚購入の極端な例（特典サービスの差）も少なくなく、これらの手法に対しての批判もある。

#### 問題
握手券や投票券だけを目当てにしてCDを大量購入し、券を抜き取り、CDのみを中古書店などに即売却したり、インターネットオークションに原価を遥かに下回る価格で出品されていたりする例があり、極端なものではCDショップ近辺に廃棄される例も報告されている。
- 2013年には、関西地方の私立大学生6人のグループが、アルバイト先で入手した他人のクレジットカード情報を悪用し、AKB48のCDを486枚購入する事件があった。犯行グループは、付属の握手券や投票券、生写真を抜き取った後、リーダー格の学生が握手券を独占して合計約80分間におよぶ握手をした一方、投票券や生写真をインターネットオークションで転売し、CDはそれ以前に購入した分も合わせて計681枚を不法投棄していた。グループは、翌2014年1月に京都府警察本部に電子計算機使用詐欺や廃棄物処理法違反などの容疑で、逮捕・書類送検された[581][582]。
- 2017年には、関東地方在住の男性が『願いごとの持ち腐れ』のCDを複数枚購入し、選抜総選挙投票用の「ナンバー入力が間に合わない」と九州在住の仲間らとの協力を依頼。男性から郵送されてきた約1,000枚分（約100万円相当）の入力作業を終えた後、協力者の一人である九州在住の男はCD約600枚を自宅に持ち帰ったが、CDは段ボール11箱分あり、一般のごみ処分が面倒で山中に投棄したとみられ、10月16日に同タイトルのCD585枚を山中に不法投棄したとして、廃棄物処理法違反の容疑で書類送検された[583]。

シングル『桜の花びらたち2008』の劇場で販売するCDに期間限定で44種のソロポスター1枚をランダムで付け、全44種のポスターが揃えば特別イベントに参加できるという企画が、AKB48の公式ブログで2008年2月25日に告知されたが、後日、独占禁止法の定める「不公正な取引方法」にあたるおそれがあるとソニー・ミュージックエンタテインメントならびにデフスターレコーズの法務担当から指摘があり、企画は中止となって未開封の商品とポスターの持ち込みによる払い戻しが行われた。1回も同じポスターが出ることなく全44種のポスターが揃う確率が、77京1468兆8909億1789万4000分の1であることから、インターネット上を始めとして批判が相次いだ。さらに、ポスター付のCDがAKB48劇場カフェのみで販売されたこと、限定とされた販売期間が2008年2月26日から3月2日までの5日間であったことも批判の対象となった。